# Список лауреатов премии Президента Российской Федерации в области образования
Список лауреатов премии Президента Российской Федерации в области образования, которая была учреждена Указом Президента Российской Федерации от 30 ноября 1995 года № 1200 «Об учреждении премий Президента Российской Федерации в области образования» и вручалась от имени Президента России восемь раз, с 1997 по 2005 гг. (за 1996—2003 гг. соответственно). Лицам, удостоенным премии, в торжественной обстановке вручались диплом и нагрудный знак лауреата премии. Список награждённых:
| Год  | ФИО                                   | Должность                                                                  | Организация | Расположение                                                  | Источник |
| ---- | ------------------------------------- | -------------------------------------------------------------------------- | --- | ------------------------------------------------------------- | -------- |
| 1996 | Дубровина Ирина Владимировна          | Заведующая лабораторией                                                    | Психологический институт Российской академии образования | Москва                                                        | [ 3 ]    |
| 1996 | Борисова Елена Михайловна             | Заведующая лабораторией                                                    | Психологический институт Российской академии образования | Москва                                                        | [ 3 ]    |
| 1996 | Андреева Алла Дамировна               | Старший научный сотрудник                                                  | Психологический институт Российской академии образования | Москва                                                        | [ 3 ]    |
| 1996 | Гуткина Нина Иосифовна                | Старший научный сотрудник                                                  | Психологический институт Российской академии образования | Москва                                                        | [ 3 ]    |
| 1996 | Данилова Елена Евгеньевна             | Старший научный сотрудник                                                  | Психологический институт Российской академии образования | Москва                                                        | [ 3 ]    |
| 1996 | Зацепин Валерий Васильевич            | Старший научный сотрудник                                                  | Психологический институт Российской академии образования | Москва                                                        | [ 3 ]    |
| 1996 | Логинова Галина Павловна              | Старший научный сотрудник                                                  | Психологический институт Российской академии образования | Москва                                                        | [ 3 ]    |
| 1996 | Пахальян Виктор Эдуардович            | Старший научный сотрудник                                                  | Психологический институт Российской академии образования | Москва                                                        | [ 3 ]    |
| 1996 | Прихожан Анна Михайловна              | Ведущий научный сотрудник                                                  | Психологический институт Российской академии образования | Москва                                                        | [ 3 ]    |
| 1996 | Толстых Наталия Николаевна            | Ведущий научный сотрудник                                                  | Психологический институт Российской академии образования | Москва                                                        | [ 3 ]    |
| 1996 | Новикова Людмила Ивановна             | Главный научный сотрудник                                                  | Институт образования и педагогики Российской академии образования | Москва                                                        | [ 3 ]    |
| 1996 | Селиванова Наталия Леонидовна         | Руководитель Научного центра современных проблем воспитания                | Институт образования и педагогики Российской академии образования | Москва                                                        | [ 3 ]    |
| 1996 | Караковский Владимир Абрамович        | Директор                                                                   | Школа-лаборатория № 825 г. Москвы | Москва                                                        | [ 3 ]    |
| 1996 | Баликоев Владимир Заурбекович         | Декан факультета                                                           | Новосибирская государственная академия строительства | Новосибирск                                                   | [ 3 ]    |
| 1996 | Максаковский Владимир Павлович        | Заведующий кафедрой                                                        | Московский педагогический государственный университет имени В. И. Ленина | Москва                                                        | [ 3 ]    |
| 1996 | Кривовичев Владимир Герасимович       | Заведующий кафедрой                                                        | Санкт-Петербургский государственный университет | Санкт-Петербург                                               | [ 3 ]    |
| 1996 | Брусницын Алексей Ильич               | Старший преподаватель                                                      | Санкт-Петербургский государственный университет | Санкт-Петербург                                               | [ 3 ]    |
| 1996 | Спиридонов Эрнст Максович             | Профессор                                                                  | Московский государственный университет имени М. В. Ломоносова | Москва                                                        | [ 3 ]    |
| 1996 | Бакшеев Иван Андреевич                | Научный сотрудник                                                          | Московский государственный университет имени М. В. Ломоносова | Москва                                                        | [ 3 ]    |
| 1996 | Емлин Эдуард Фёдорович                | Заведующий кафедрой                                                        | Уральская государственная горно-геологическая академия | Екатеринбург                                                  | [ 3 ]    |
| 1996 | Кецко Олег Геннадьевич                | Инженер                                                                    | Уральская государственная горно-геологическая академия | Екатеринбург                                                  | [ 3 ]    |
| 1996 | Эльконин Даниил Борисович             | Заведующий лабораторией                                                    | Научно-исследовательский институт общей и педагогической психологии Академии педагогических наук СССР | Москва                                                        | [ 3 ]    |
| 1996 | Давыдов Василий Васильевич            | Вице-президент                                                             | Российская академия образования | Москва                                                        | [ 3 ]    |
| 1996 | Матис Татьяна Анатольевна             | Старший научный сотрудник                                                  | Психологический институт Российской академии образования | Москва                                                        | [ 3 ]    |
| 1996 | Цукерман Галина Анатольевна           | Старший научный сотрудник                                                  | Психологический институт Российской академии образования | Москва                                                        | [ 3 ]    |
| 1996 | Коханович (Чудинова) Елена Васильевна | Старший научный сотрудник                                                  | Психологический институт Российской академии образования | Москва                                                        | [ 3 ]    |
| 1996 | Полуянов Юрий Александрович           | Ведущий научный сотрудник                                                  | Психологический институт Российской академии образования | Москва                                                        | [ 3 ]    |
| 1996 | Микулина Генриэтта Глебовна           | Старший научный сотрудник                                                  | Московский институт развития образовательных систем | Москва                                                        | [ 3 ]    |
| 1996 | Горбов Сергей Фёдорович               | Старший научный сотрудник                                                  | Московский институт развития образовательных систем | Москва                                                        | [ 3 ]    |
| 1996 | Савельева Ольга Владимировна          | Заведующий лабораторией                                                    | Московский институт развития образовательных систем | Москва                                                        | [ 3 ]    |
| 1996 | Репкин Владимир Владимирович          | Ректор                                                                     | Сибирский институт развивающего обучения «Пеленг» | Томск                                                         | [ 3 ]    |
| 1996 | Сапожников Александр Павлович         | Директор                                                                   | Пермский областной центр педагогической информации | Пермь                                                         | [ 3 ]    |
| 1996 | Скрипов Александр Германович          | Заместитель директора                                                      | Профессиональный лицей № 1 г. Перми | Пермь                                                         | [ 3 ]    |
| 1996 | Стадник Николай Максимович            | Ректор                                                                     | Пермский региональный институт педагогических информационных технологий | Пермь                                                         | [ 3 ]    |
| 1996 | Ташлыков Александр Николаевич         | Научный сотрудник                                                          | Лаборатория информатизации образования при департаменте образования и науки администрации Пермской области | Пермь                                                         | [ 3 ]    |
| 1996 | Хеннер Евгений Карлович               | Декан факультета                                                           | Пермский государственный педагогический университет | Пермь                                                         | [ 3 ]    |
| 1997 | Батышев Сергей Яковлевич              | Академик                                                                   | Российская академия образования | Москва                                                        | [ 4 ]    |
| 1997 | Рубцов Виталий Владимирович           | Директор                                                                   | Психологический институт Российской академии образования | Москва                                                        | [ 4 ]    |
| 1997 | Марголис Аркадий Аронович             | Заведующий лабораторией                                                    | Психологический институт Российской академии образования | Москва                                                        | [ 4 ]    |
| 1997 | Гуружапов Виктор Александрович        | Старший научный сотрудник                                                  | Психологический институт Российской академии образования | Москва                                                        | [ 4 ]    |
| 1997 | Мульдаров Валентин Карумович          | Ведущий научный сотрудник                                                  | Психологический институт Российской академии образования | Москва                                                        | [ 4 ]    |
| 1997 | Червяков Алексей Дмитриевич           | Ведущий научный сотрудник                                                  | Психологический институт Российской академии образования | Москва                                                        | [ 4 ]    |
| 1997 | Ковалёв Сергей Дмитриевич             | Научный сотрудник                                                          | Психологический институт Российской академии образования | Москва                                                        | [ 4 ]    |
| 1997 | Золотов Станислав Алексеевич          | Главный конструктор                                                        | Научно-производственное предприятие «Центр „Реабилитация“» | Москва                                                        | [ 4 ]    |
| 1997 | Калинин Николай Николаевич            | Начальник лаборатории                                                      | Научно-производственное предприятие «Центр „Реабилитация“» | Москва                                                        | [ 4 ]    |
| 1997 | Балахонцев Андрей Николаевич          | Главный специалист                                                         | Научно-производственное предприятие «Центр „Реабилитация“» | Москва                                                        | [ 4 ]    |
| 1997 | Козлова Лилия Петровна                | Руководитель медицинского отделения                                        | Научно-производственное предприятие «Центр „Реабилитация“» | Москва                                                        | [ 4 ]    |
| 1997 | Кукушкина Надежда Вячеславовна        | Педагог                                                                    | Научно-производственное предприятие «Центр „Реабилитация“» | Москва                                                        | [ 4 ]    |
| 1997 | Эрдниев Пюрвя Мучкаевич               | Заведующий кафедрой                                                        | Калмыцкий государственный университет | Элиста, Республика Калмыкия                                   | [ 4 ]    |
| 1997 | Савельев Александр Яковлевич          | Директор                                                                   | Научно-исследовательский институт высшего образования | Москва                                                        | [ 4 ]    |
| 1997 | Галаган Андрей Иванович               | Заведующий лабораторией                                                    | Научно-исследовательский институт высшего образования | Москва                                                        | [ 4 ]    |
| 1997 | Зуев Валерий Михайлович               | Главный научный сотрудник                                                  | Научно-исследовательский институт высшего образования | Москва                                                        | [ 4 ]    |
| 1997 | Джалалов Сатыбалды                    | Главный научный сотрудник                                                  | Научно-исследовательский институт высшего образования | Москва                                                        | [ 4 ]    |
| 1997 | Никольская Ольга Сергеевна            | Заведующая сектором                                                        | Институт коррекционной педагогики Российской академии образования | Москва                                                        | [ 4 ]    |
| 1997 | Баенская Елена Ростиславовна          | Старший научный сотрудник                                                  | Институт коррекционной педагогики Российской академии образования | Москва                                                        | [ 4 ]    |
| 1997 | Либлинг Мария Михайловна              | Научный сотрудник                                                          | Институт коррекционной педагогики Российской академии образования | Москва                                                        | [ 4 ]    |
| 1997 | Безруких Марьям Моисеевна             | Директор                                                                   | Институт возрастной физиологии Российской академии образования | Москва                                                        | [ 4 ]    |
| 1997 | Талызина Нина Фёдоровна               | Декан                                                                      | Московский государственный университет имени М. В. Ломоносова | Москва                                                        | [ 4 ]    |
| 1997 | Ильясов Ислам Имранович               | Заведующий кафедрой                                                        | Московский государственный университет имени М. В. Ломоносова | Москва                                                        | [ 4 ]    |
| 1997 | Подольский Андрей Ильич               | Заведующий кафедрой                                                        | Московский государственный университет имени М. В. Ломоносова | Москва                                                        | [ 4 ]    |
| 1997 | Айдарова Лада Иосифовна               | Профессор                                                                  | Московский государственный университет имени М. В. Ломоносова | Москва                                                        | [ 4 ]    |
| 1997 | Обухова Людмила Филипповна            | Профессор                                                                  | Московский государственный университет имени М. В. Ломоносова | Москва                                                        | [ 4 ]    |
| 1997 | Решетова Зоя Алексеевна               | Профессор                                                                  | Московский государственный университет имени М. В. Ломоносова | Москва                                                        | [ 4 ]    |
| 1997 | Салмина Нина Гавриловна               | Профессор                                                                  | Московский государственный университет имени М. В. Ломоносова | Москва                                                        | [ 4 ]    |
| 1997 | Володарская Инна Андреевна            | Заместитель декана                                                         | Московский государственный университет имени М. В. Ломоносова | Москва                                                        | [ 4 ]    |
| 1997 | Гальперин Пётр Яковлевич              | Профессор-консультант                                                      | Московский государственный университет имени М. В. Ломоносова | Москва                                                        | [ 4 ]    |
| 1997 | Нечаев Николай Николаевич             | Заведующий кафедрой                                                        | Московский государственный лингвистический университет | Москва                                                        | [ 4 ]    |
| 1997 | Степанов Валерий Матвеевич            | Директор                                                                   | Авторская экспериментальная школа полного дня № 47 | Иркутск                                                       | [ 4 ]    |
| 1997 | Формановская Наталья Ивановна         | Профессор                                                                  | Институт русского языка имени А. С. Пушкина | Москва                                                        | [ 4 ]    |
| 1997 | Петрухин Анатолий Афанасьевич         | Профессор                                                                  | Московский государственный инженерно-физический институт (технический университет) | Москва                                                        | [ 4 ]    |
| 1997 | Кокоулин Ростислав Павлович           | Ведущий научный сотрудник                                                  | Московский государственный инженерно-физический институт (технический университет) | Москва                                                        | [ 4 ]    |
| 1997 | Айнутдинов Владимир Маратович         | Старший научный сотрудник                                                  | Московский государственный инженерно-физический институт (технический университет) | Москва                                                        | [ 4 ]    |
| 1997 | Яшин Игорь Иванович                   | Старший научный сотрудник                                                  | Московский государственный инженерно-физический институт (технический университет) | Москва                                                        | [ 4 ]    |
| 1997 | Борог Владимир Викторович             | Доцент                                                                     | Московский государственный инженерно-физический институт (технический университет) | Москва                                                        | [ 4 ]    |
| 1997 | Шестаков Владислав Викторович         | Доцент                                                                     | Московский государственный инженерно-физический институт (технический университет) | Москва                                                        | [ 4 ]    |
| 1997 | Мухина Валерия Сергеевна              | Заведующий кафедрой                                                        | Московский педагогический государственный университет | Москва                                                        | [ 4 ]    |
| 1997 | Забусов Виктор Николаевич             | Доцент                                                                     | Московский педагогический университет | Мытищи, Московская область                                    | [ 4 ]    |
| 1997 | Волобуев Олег Владимирович            | Заведующий кафедрой                                                        | Московский педагогический университет | Мытищи, Московская область                                    | [ 4 ]    |
| 1997 | Пашков Борис Григорьевич              | Руководитель Аппарата                                                      | Правительство Российской Федерации | Москва                                                        | [ 4 ]    |
| 1997 | Резников Леонид Моисеевич             | Председатель совета директоров                                             | Фонд «Книжный союз» Российского книжного союза | Москва                                                        | [ 4 ]    |
| 1997 | Фельдштейн Давид Иосифович            | Заведующий лабораторией                                                    | Психологический институт Российской академии образования | Москва                                                        | [ 4 ]    |
| 1997 | Семёнов Алексей Львович               | Ректор                                                                     | Московский институт повышения квалификации работников образования | Москва                                                        | [ 4 ]    |
| 1997 | Яблонский Владимир Борисович          | Директор информационно-аналитического центра                               | Московский институт повышения квалификации работников образования | Москва                                                        | [ 4 ]    |
| 1997 | Сопрунов Сергей Фёдорович             | Старший научный сотрудник                                                  | Научный совет по комплексной проблеме «Кибернетика» Российской академии наук | Москва                                                        | [ 4 ]    |
| 1997 | Рудченко Татьяна Александровна        | Инженер                                                                    | Научный совет по комплексной проблеме «Кибернетика» Российской академии наук | Москва                                                        | [ 4 ]    |
| 1997 | Шабат Георгий Борисович               | Доцент                                                                     | Российский государственный гуманитарный университет | Москва                                                        | [ 4 ]    |
| 1997 | Булин-Соколова Елена Игоревна         | Директор                                                                   | Институт новых технологий образования |                                                               | [ 4 ]    |
| 1997 | Шапиро Михаил Аронович                | Старший научный сотрудник                                                  | Институт новых технологий образования |                                                               | [ 4 ]    |
| 1997 | Ездов Александр Анатольевич           | Учитель                                                                    | Учебно-воспитательный комплекс «Измайлово» № 1811 | Москва                                                        | [ 4 ]    |
| 1997 | Кутукова Ольга Григорьевна            | Учитель                                                                    | Учебно-воспитательный комплекс № 1874 | Москва                                                        | [ 4 ]    |
| 1997 | Сафонова Ирина Павловна               | Учитель                                                                    | Средняя школа № 818 | Москва                                                        | [ 4 ]    |
| 1998 | Лаврушин Олег Иванович                | Заведующий кафедрой                                                        | Финансовая академия при Правительстве Российской Федерации | Москва                                                        | [ 5 ]    |
| 1998 | Валенцева Наталья Игоревна            | Профессор                                                                  | Финансовая академия при Правительстве Российской Федерации | Москва                                                        | [ 5 ]    |
| 1998 | Мамонова Ината Дмитриевна             | Профессор                                                                  | Финансовая академия при Правительстве Российской Федерации | Москва                                                        | [ 5 ]    |
| 1998 | Миркин Яков Моисеевич                 | Доцент, заведующий кафедрой                                                | Финансовая академия при Правительстве Российской Федерации | Москва                                                        | [ 5 ]    |
| 1998 | Соколинская Наталия Эвальдовна        | Доцент                                                                     | Финансовая академия при Правительстве Российской Федерации | Москва                                                        | [ 5 ]    |
| 1998 | Панова Галина Сергеевна               | Доцент, заведующий кафедрой                                                | Институт переподготовки и повышения квалификации кадров по финансово-банковским специальностям Финансовой академии при Правительстве Российской Федерации                                                              | Москва                                                        | [ 5 ]    |
| 1998 | Молчанов Александр Васильевич         | Председатель правления                                                     | Коммерческий банк «Интербанк» | Москва                                                        | [ 5 ]    |
| 1998 | Брушлинский Андрей Владимирович       | Директор                                                                   | Институт психологии Российской академии наук | Москва                                                        | [ 5 ]    |
| 1998 | Дружинин Владимир Николаевич          | Заместитель директора, профессор                                           | Институт психологии Российской академии наук | Москва                                                        | [ 5 ]    |
| 1998 | Холодная Марина Александровна         | Ведущий научный сотрудник, профессор                                       | Институт психологии Российской академии наук | Москва                                                        | [ 5 ]    |
| 1998 | Шадриков Владимир Дмитриевич          | Заместитель Министра образования                                           | Министерство образования Российской Федерации | Москва                                                        | [ 5 ]    |
| 1998 | Богоявленская Диана Борисовна         | Главный научный сотрудник                                                  | Психологический институт Российской академии образования | Москва                                                        | [ 5 ]    |
| 1998 | Михайловский Виктор Григорьевич       | Начальник отдела, профессор                                                | Военная академия ракетных войск стратегического назначения имени Петра Великого | Балашиха, Московская область                                  | [ 5 ]    |
| 1998 | Лаптев Леонид Григорьевич             | Профессор                                                                  | Военная академия ракетных войск стратегического назначения имени Петра Великого | Балашиха, Московская область                                  | [ 5 ]    |
| 1998 | Кондаков Анатолий Михайлович          | Начальник кафедры, профессор                                               | Военная академия ракетных войск стратегического назначения имени Петра Великого | Балашиха, Московская область                                  | [ 5 ]    |
| 1998 | Маркитан Ремус Васильевич             | Доцентр                                                                    | Военная академия ракетных войск стратегического назначения имени Петра Великого | Балашиха, Московская область                                  | [ 5 ]    |
| 1998 | Гатилов Сергей Петрович               | Начальник                                                                  | Федеральная служба безопасности Российской Федерации по Военной академии ракетных войск стратегического назначения имени Петра Великого                                                                                |                                                               | [ 5 ]    |
| 1998 | Яковлев Владимир Николаевич           | Главнокомандующий                                                          | Ракетные войска стратегического назначения |                                                               | [ 5 ]    |
| 1998 | Хоменко Иван Егорович                 | Начальник управления                                                       | Министерство обороны Российской Федерации |                                                               | [ 5 ]    |
| 1998 | Шевченко Виктор Григорьевич           | Командир войсковой части                                                   | Министерство обороны Российской Федерации |                                                               | [ 5 ]    |
| 1998 | Мусатов Михаил Иванович               | Заместитель председателя                                                   | Комитет Государственной Думы по обороне |                                                               | [ 5 ]    |
| 1998 | Сапин Михаил Романович                | Заведующий кафедрой, профессор                                             | Московская медицинская академия имени И. М. Сеченова | Москва                                                        | [ 5 ]    |
| 1998 | Бартош Николай Олегович               | Проректор, профессор                                                       | Московская медицинская академия имени И. М. Сеченова | Москва                                                        | [ 5 ]    |
| 1998 | Швецов Эдуард Владимирович            | Доцент                                                                     | Московская медицинская академия имени И. М. Сеченова | Москва                                                        | [ 5 ]    |
| 1998 | Виноградова Светлана Семёновна        | Старший преподаватель                                                      | Московская медицинская академия имени И. М. Сеченова | Москва                                                        | [ 5 ]    |
| 1998 | Кудряшова Валентина Александровна     | Доцент                                                                     | Московская медицинская академия имени И. М. Сеченова | Москва                                                        | [ 5 ]    |
| 1998 | Фёдоров Игорь Борисович               | Ректор                                                                     | Московский государственный технический университет имени Н. Э. Баумана | Москва                                                        | [ 5 ]    |
| 1998 | Балтян Валерий Кононович              | Доцент                                                                     | Московский государственный технический университет имени Н. Э. Баумана | Москва                                                        | [ 5 ]    |
| 1998 | Васильев Юрий Сергеевич               | Президент, профессор                                                       | Санкт-Петербургский государственный технический университет | Санкт-Петербург                                               | [ 5 ]    |
| 1998 | Козлов Владимир Николаевич            | Проректор, профессор                                                       | Санкт-Петербургский государственный технический университет | Санкт-Петербург                                               | [ 5 ]    |
| 1998 | Соколов Эдуард Михайлович             | Ректор, профессор                                                          | Тульский государственный университет | Тула                                                          | [ 5 ]    |
| 1998 | Похолков Юрий Петрович                | Ректор, профессор                                                          | Томский политехнический университет | Томск                                                         | [ 5 ]    |
| 1998 | Агранович Борис Львович               | Директор                                                                   | Западно-Сибирский региональный центр социальных и информационных технологий при Томском политехническом университете                                                                                                   | Томск                                                         | [ 5 ]    |
| 1998 | Ростовцев Дмитрий Михайлович          | Ректор, профессор                                                          | Санкт-Петербургский государственный морской технический университет | Санкт-Петербург                                               | [ 5 ]    |
| 1998 | Алёшин Николай Владимирович           | Проректор, профессор                                                       | Санкт-Петербургский государственный морской технический университет | Санкт-Петербург                                               | [ 5 ]    |
| 1998 | Вяткин Герман Платонович              | Ректор, профессор                                                          | Южно-Уральский государственный университет | Челябинск                                                     | [ 5 ]    |
| 1998 | Бурчевский Владимир Николаевич        | Директор                                                                   | Школа народных ремёсел | Архангельск                                                   | [ 5 ]    |
| 1998 | Хорева Валентина Константиновна       | Заместитель директора                                                      | Школа народных ремёсел | Архангельск                                                   | [ 5 ]    |
| 1998 | Знатных Татьяна Борисовна             | Методист                                                                   | Школа народных ремёсел | Архангельск                                                   | [ 5 ]    |
| 1998 | Антипина Ирина Васильевна             | Преподаватель                                                              | Школа народных ремёсел | Архангельск                                                   | [ 5 ]    |
| 1998 | Винокурова Надежда Ивановна           | Преподаватель                                                              | Школа народных ремёсел | Архангельск                                                   | [ 5 ]    |
| 1998 | Колпакова Екатерина Викторовна        | Преподаватель                                                              | Школа народных ремёсел | Архангельск                                                   | [ 5 ]    |
| 1998 | Полудницина Елена Павловна            | Преподаватель                                                              | Школа народных ремёсел | Архангельск                                                   | [ 5 ]    |
| 1998 | Рюмин Александр Степанович            | Преподаватель                                                              | Школа народных ремёсел | Архангельск                                                   | [ 5 ]    |
| 1998 | Страшевская Людмила Ивановна          | Преподаватель                                                              | Школа народных ремёсел | Архангельск                                                   | [ 5 ]    |
| 1998 | Шеметов Сергей Леонидович             | Преподаватель                                                              | Школа народных ремёсел | Архангельск                                                   | [ 5 ]    |
| 1998 | Кузьменко Николай Егорович            | Профессор                                                                  | Московский государственный университет имени М. В. Ломоносова | Москва                                                        | [ 5 ]    |
| 1998 | Лунин Валерий Васильевич              | Профессор                                                                  | Московский государственный университет имени М. В. Ломоносова | Москва                                                        | [ 5 ]    |
| 1998 | Ерёмин Вадим Владимирович             | Доцент                                                                     | Московский государственный университет имени М. В. Ломоносова | Москва                                                        | [ 5 ]    |
| 1998 | Попков Владимир Андреевич             | Заведующий кафедрой, профессор                                             | Московская медицинская академия имени И. М. Сеченова | Москва                                                        | [ 5 ]    |
| 1998 | Шумакова Наталья Борисовна            | Старший научный сотрудник                                                  | Психологический институт Российской академии образования | Москва                                                        | [ 5 ]    |
| 1998 | Задорина Елена Николаевна             | Старший научный сотрудник                                                  | Психологический институт Российской академии образования | Москва                                                        | [ 5 ]    |
| 1998 | Щебланова Елена Игоревна              | Старший научный сотрудник                                                  | Психологический институт Российской академии образования | Москва                                                        | [ 5 ]    |
| 1998 | Фокина Ирина Юрьевна                  | Директор                                                                   | Средняя школа № 1624 «Созвездие» | Москва                                                        | [ 5 ]    |
| 1998 | Петрова Марина Алексеевна             | Учитель                                                                    | Средняя школа № 1624 «Созвездие» | Москва                                                        | [ 5 ]    |
| 1998 | Авдеева Наталья Игоревна              | Учитель                                                                    | Средняя школа № 1624 «Созвездие» | Москва                                                        | [ 5 ]    |
| 1998 | Журавлёва Лада Евгеньевна             | Учитель                                                                    | Средняя школа № 1624 «Созвездие» | Москва                                                        | [ 5 ]    |
| 1998 | Морозова Ольга Михайловна             | Учитель                                                                    | Средняя школа № 1624 «Созвездие» | Москва                                                        | [ 5 ]    |
| 1998 | Челышева Кира Сергеевна               | Учитель                                                                    | Средняя школа № 1624 «Созвездие» | Москва                                                        | [ 5 ]    |
| 1998 | Кезина Любовь Петровна                | Председатель                                                               | Московский комитет образования | Москва                                                        | [ 5 ]    |
| 1998 | Рождественская Нелли Александровна    | Начальник                                                                  | Северное окружное управление образования | Москва                                                        | [ 5 ]    |
| 1998 | Касаткин Владимир Николаевич          | Директор                                                                   | Комплекс социальной помощи детям и подросткам | Москва                                                        | [ 5 ]    |
| 1998 | Сидоров Николай Русланович            | Генеральный директор                                                       | Экспериментальный комплекс социальной помощи детям и подросткам г. Москвы | Москва                                                        | [ 5 ]    |
| 1998 | Кондратьев Михаил Юрьевич             | Декан                                                                      | Московский городской психолого-педагогический институт | Москва                                                        | [ 5 ]    |
| 1998 | Романова Евгения Сергеевна            | Декан                                                                      | Московский городской педагогический университет | Москва                                                        | [ 5 ]    |
| 1998 | Просвиркин Владимир Николаевич        | Директор                                                                   | Учебно-воспитательный комплекс № 1679 | Москва                                                        | [ 5 ]    |
| 1998 | Ильичёва Ирина Викторовна             | Директор                                                                   | Средняя школа № 251 | Москва                                                        | [ 5 ]    |
| 1998 | Рототаева Нина Алексеевна             | Директор                                                                   | Центр образования № 1678 «Восточное Дегунино» | Москва                                                        | [ 5 ]    |
| 1998 | Фадеева Зоя Геннадьевна               | Директор                                                                   | Средняя школа № 799 | Москва                                                        | [ 5 ]    |
| 1998 | Смирнов Игорь Павлович                | Директор, профессор                                                        | Институт развития профессионального образования | Москва                                                        | [ 5 ]    |
| 1998 | Глазунов Анатолий Тихонович           | Заместитель директора, профессор                                           | Институт развития профессионального образования | Москва                                                        | [ 5 ]    |
| 1998 | Якубе Юрий Андреевич                  | Заведующий лабораторией                                                    | Институт развития профессионального образования | Москва                                                        | [ 5 ]    |
| 1998 | Ткаченко Евгений Викторович           | Главный научный сотрудник, профессор                                       | Институт развития профессионального образования | Москва                                                        | [ 5 ]    |
| 1998 | Пядочкин Александр Егорович           | Учёный секретарь                                                           | Институт развития профессионального образования | Москва                                                        | [ 5 ]    |
| 1998 | Буслов Евгений Васильевич             | Советник аппарата                                                          | Комитет Совета Федерации по науке, культуре, образованию, здравоохранению и экологии | Москва                                                        | [ 5 ]    |
| 1998 | Новиков Александр Михайлович          | Академик-секретарь                                                         | Российская академия образования | Москва                                                        | [ 5 ]    |
| 1998 | Бутко Евгений Яковлевич               | Начальник управления                                                       | Министерство образования Российской Федерации | Москва                                                        | [ 5 ]    |
| 1998 | Кязимов Карл Гасанович                | Заместитель руководителя департамента, профессор                           | Министерство труда и социального развития Российской Федерации | Москва                                                        | [ 5 ]    |
| 1998 | Довжко Фёдор Евдокимович              | Начальник                                                                  | Управление начального профессионального образования администрации Хабаровского края | Хабаровск                                                     | [ 5 ]    |
| 1998 | Раченко Иван Петрович                 | Профессор                                                                  | Пятигорский государственный лингвистический университет | Пятигорск, Ставропольский край                                | [ 5 ]    |
| 1998 | Насонов Илья Дмитриевич               | Профессор                                                                  | Московский государственный горный университет | Москва                                                        | [ 5 ]    |
| 1998 | Шуплик Михаил Николаевич              | Профессор                                                                  | Московский государственный горный университет | Москва                                                        | [ 5 ]    |
| 1998 | Ресин Владимир Иосифович              | Первый заместитель премьера, профессор                                     | Правительство Москвы | Москва                                                        | [ 5 ]    |
| 1998 | Дьяков Анатолий Фёдорович             | Член-корреспондент, профессор                                              | Российская академия наук | Москва                                                        | [ 5 ]    |
| 1998 | Старшинов Владимир Алексеевич         | Заведующий кафедрой, профессор                                             | Московский энергетический институт (технический университет) | Москва                                                        | [ 5 ]    |
| 1998 | Неклепаев Борис Николаевич            | Профессор                                                                  | Московский энергетический институт (технический университет) | Москва                                                        | [ 5 ]    |
| 1998 | Овчаренко Николай Ильич               | Профессор                                                                  | Московский энергетический институт (технический университет) | Москва                                                        | [ 5 ]    |
| 1998 | Крючков Иван Петрович                 | Доцент, профессор                                                          | Московский энергетический институт (технический университет) | Москва                                                        | [ 5 ]    |
| 1998 | Гусев Юрий Павлович                   | Доцент                                                                     | Московский энергетический институт (технический университет) | Москва                                                        | [ 5 ]    |
| 1998 | Васильева Антонина Павловна           | Старший преподаватель                                                      | Московский энергетический институт (технический университет) | Москва                                                        | [ 5 ]    |
| 1998 | Пойдо Алексей Иванович                | Старший преподаватель                                                      | Московский энергетический институт (технический университет) | Москва                                                        | [ 5 ]    |
| 1998 | Морозкин Виктор Павлович              | Профессор                                                                  | Московский энергетический институт (технический университет) | Москва                                                        | [ 5 ]    |
| 1998 | Церазов Александр Леонидович          | Профессор                                                                  | Московский энергетический институт (технический университет) | Москва                                                        | [ 5 ]    |
| 1998 | Роменц Владимир Андреевич             | Заведующий кафедрой, профессор                                             | Московский институт стали и сплавов (технологический университет) | Москва                                                        | [ 5 ]    |
| 1998 | Соловьёв Виктор Петрович              | Первый проректор, профессор                                                | Московский институт стали и сплавов (технологический университет) | Москва                                                        | [ 5 ]    |
| 1998 | Мастрюков Борис Степанович            | Декан, профессор                                                           | Московский институт стали и сплавов (технологический университет) | Москва                                                        | [ 5 ]    |
| 1998 | Крашенинников Михаил Георгиевич       | Профессор                                                                  | Московский институт стали и сплавов (технологический университет) | Москва                                                        | [ 5 ]    |
| 1998 | Моргунов Иосиф Борисович              | Ведущий научный сотрудник                                                  | Исследовательский центр проблем качества подготовки специалистов при Московском государственном институте стали и сплавов (технологическом университете)                                                               | Москва                                                        | [ 5 ]    |
| 1998 | Нерсесов Тамаз Владимирович           | Старший научный сотрудник                                                  | Исследовательский центр проблем качества подготовки специалистов при Московском государственном институте стали и сплавов (технологическом университете)                                                               | Москва                                                        | [ 5 ]    |
| 1999 | Хохлов Александр Фёдорович            | Ректор, профессор                                                          | Нижегородский государственный университет имени Н. И. Лобачевского | Нижний Новгород                                               | [ 6 ]    |
| 1999 | Стронгин Роман Григорьевич            | Первый проректор, профессор                                                | Нижегородский государственный университет имени Н. И. Лобачевского | Нижний Новгород                                               | [ 6 ]    |
| 1999 | Зайцева Галина Сергеевна              | Декан, профессор                                                           | Нижегородский государственный университет имени Н. И. Лобачевского | Нижний Новгород                                               | [ 6 ]    |
| 1999 | Филиппов Владимир Михайлович          | Министр образования, профессор                                             | Министерство образования Российской Федерации | Москва                                                        | [ 6 ]    |
| 1999 | Третьяков Владимир Евгеньевич         | Ректор, профессор                                                          | Уральский государственный университет имени А. М. Горького | Екатеринбург                                                  | [ 6 ]    |
| 1999 | Жуковский Владимир Михайлович         | Профессор                                                                  | Уральский государственный университет имени А. М. Горького | Екатеринбург                                                  | [ 6 ]    |
| 1999 | Суханов Александр Дмитриевич          | Директор, профессор                                                        | Центр естественно-научного образования гуманитариев Российского университета дружбы народов | Москва                                                        | [ 6 ]    |
| 1999 | Шикин Евгений Викторович              | Профессор                                                                  | Центр естественно-научного образования гуманитариев Российского университета дружбы народов | Москва                                                        | [ 6 ]    |
| 1999 | Трубецков Дмитрий Иванович            | Член-корреспондент, профессор                                              | Саратовский государственный университет имени Н. Г. Чернышевского | Саратов                                                       | [ 6 ]    |
| 1999 | Юдин Евгений Григорьевич              | Первый проректор, доцент                                                   | Московский государственный технический университет имени Н. Э. Баумана | Москва                                                        | [ 6 ]    |
| 1999 | Матвеев Владимир Иванович             | Проректор, доцент                                                          | Московский государственный технический университет имени Н. Э. Баумана | Москва                                                        | [ 6 ]    |
| 1999 | Авдеева Валентина Ивановна            | Начальник учебного управления                                              | Московский государственный технический университет имени Н. Э. Баумана | Москва                                                        | [ 6 ]    |
| 1999 | Озерова Наталья Борисовна             | Начальник управления планирования и финансирования                         | Московский государственный технический университет имени Н. Э. Баумана | Москва                                                        | [ 6 ]    |
| 1999 | Нарайкин Олег Степанович              | Профессор                                                                  | Московский государственный технический университет имени Н. Э. Баумана | Москва                                                        | [ 6 ]    |
| 1999 | Станевский Александр Григорьевич      | Директор, доцент                                                           | Головной учебно-исследовательский и методический центр профессиональной реабилитации лиц с ограниченными возможностями здоровья (инвалидов) Московского государственного технического университета имени Н. Э. Баумана | Москва                                                        | [ 6 ]    |
| 1999 | Кузнецова Елена Михайловна            | Заведующая лабораторией                                                    | Головной учебно-исследовательский и методический центр профессиональной реабилитации лиц с ограниченными возможностями здоровья (инвалидов) Московского государственного технического университета имени Н. Э. Баумана | Москва                                                        | [ 6 ]    |
| 1999 | Трифонова Ольга Дмитриевна            | Главный специалист                                                         | Министерство образования Российской Федерации | Москва                                                        | [ 6 ]    |
| 1999 | Сырников Игорь Куприянович            | Председатель                                                               | Комитет социальной защиты населения правительства Москвы | Москва                                                        | [ 6 ]    |
| 1999 | Галактионов Валерий Витальевич        | Проректор, профессор                                                       | Московский энергетический институт (технический университет) | Москва                                                        | [ 6 ]    |
| 1999 | Дьяконов Сергей Германович            | Ректор, профессор                                                          | Казанский государственный технологический университет | Казань                                                        | [ 6 ]    |
| 1999 | Жураковский Василий Максимилианович   | Первый заместитель министра, профессор                                     | Министерство образования Российской Федерации | Москва                                                        | [ 6 ]    |
| 1999 | Мануйлов Виталий Фёдорович            | Проректор, профессор                                                       | Российский государственный технологический университет имени К.Э. Циолковского | Москва                                                        | [ 6 ]    |
| 1999 | Медведев Валентин Ефимович            | Декан, доцент                                                              | Московский государственный технический университет имени Н. Э. Баумана | Москва                                                        | [ 6 ]    |
| 1999 | Пузанков Дмитрий Викторович           | Ректор, профессор                                                          | Санкт-Петербургский государственный электротехнический университет | Санкт-Петербург                                               | [ 6 ]    |
| 1999 | Турмов Геннадий Петрович              | Ректор, профессор                                                          | Дальневосточный государственный технический университет | Владивосток                                                   | [ 6 ]    |
| 1999 | Приходько Вячеслав Михайлович         | Первый проректор, профессор                                                | Московский государственный автомобильно-дорожный институт (технический университет) | Москва                                                        | [ 6 ]    |
| 1999 | Фёдоров Игорь Викторович              | Профессор                                                                  | Московский государственный автомобильно-дорожный институт (технический университет) | Москва                                                        | [ 6 ]    |
| 1999 | Малькова Зоя Алексеевна               | Главный научный сотрудник, профессор                                       | Институт теории образования и педагогики Российская академия образования | Москва                                                        | [ 6 ]    |
| 1999 | Вульфсон Борис Львович                | Главный научный сотрудник, профессор                                       | Институт теории образования и педагогики Российская академия образования | Москва                                                        | [ 6 ]    |
| 1999 | Свирщевский Станислав Брониславович   | Заведующий кафедрой, профессор                                             | Московский государственный авиационный институт (технический университет) | Москва                                                        | [ 6 ]    |
| 1999 | Бондарев Евгений Николаевич           | Профессор                                                                  | Московский государственный авиационный институт (технический университет) | Москва                                                        | [ 6 ]    |
| 1999 | Колесников Георгий Александрович      | Профессор                                                                  | Московский государственный авиационный институт (технический университет) | Москва                                                        | [ 6 ]    |
| 1999 | Семенчиков Николай Витальевич         | Доцент                                                                     | Московский государственный авиационный институт (технический университет) | Москва                                                        | [ 6 ]    |
| 1999 | Яковлевский Олег Васильевич           | Доцент                                                                     | Московский государственный авиационный институт (технический университет) | Москва                                                        | [ 6 ]    |
| 1999 | Дубасов Василий Тимофеевич            | Доцент                                                                     | Московский государственный авиационный институт (технический университет) | Москва                                                        | [ 6 ]    |
| 1999 | Ништ Михаил Иванович                  | Профессор                                                                  | Военный авиационный технический университет | Москва                                                        | [ 6 ]    |
| 1999 | Локтев Борис Ефимович                 | Профессор                                                                  | Военный авиационный технический университет | Москва                                                        | [ 6 ]    |
| 1999 | Рыжов Юрий Алексеевич                 | Президент, профессор                                                       | Международный инженерный университет | Москва                                                        | [ 6 ]    |
| 1999 | Филиппов Геннадий Васильевич          | Профессор                                                                  | Самарский государственный аэрокосмический университет имени академика С. П. Королева | Самара                                                        | [ 6 ]    |
| 1999 | Аксёнова Алиса Ивановна               | Генеральный директор                                                       | Государственный Владимиро-Суздальский историко-архитектурный и художественный музей-заповедник | Владимир                                                      | [ 6 ]    |
| 1999 | Чайковская Юлия Абрамовна             | Заведующая отделом                                                         | Государственный Владимиро-Суздальский историко-архитектурный и художественный музей-заповедник | Владимир                                                      | [ 6 ]    |
| 1999 | Макарова Лидия Константиновна         | Старший научный сотрудник                                                  | Государственный Владимиро-Суздальский историко-архитектурный и художественный музей-заповедник | Владимир                                                      | [ 6 ]    |
| 1999 | Марова Майя Павловна                  | Старший научный сотрудник                                                  | Государственный Владимиро-Суздальский историко-архитектурный и художественный музей-заповедник | Владимир                                                      | [ 6 ]    |
| 1999 | Крицына Людмила Ивановна              | Старший научный сотрудник                                                  | Государственный Владимиро-Суздальский историко-архитектурный и художественный музей-заповедник | Владимир                                                      | [ 6 ]    |
| 1999 | Серебрякова Марина Алексеевна         | Научный сотрудник                                                          | Государственный Владимиро-Суздальский историко-архитектурный и художественный музей-заповедник | Владимир                                                      | [ 6 ]    |
| 1999 | Кузнецова Светлана Константиновна     | Главный художник                                                           | Государственный Владимиро-Суздальский историко-архитектурный и художественный музей-заповедник | Владимир                                                      | [ 6 ]    |
| 1999 | Федотова Людмила Дмитриевна           | Заместитель директора, старший научный сотрудник                           | Институт развития профессионального образования | Москва                                                        | [ 6 ]    |
| 1999 | Федотова Галина Анатольевна           | Заведующий лабораторией                                                    | Институт развития профессионального образования | Москва                                                        | [ 6 ]    |
| 1999 | Читаева Ольга Борисовна               | Заведующий лабораторией                                                    | Институт развития профессионального образования | Москва                                                        | [ 6 ]    |
| 1999 | Сумцова Наталья Владимировна          | Ректор, профессор                                                          | Нижегородский коммерческий институт | Нижний Новгород                                               | [ 6 ]    |
| 1999 | Семичастнов Юрий Иванович             | Заместитель председателя                                                   | Московский комитет образования | Москва                                                        | [ 6 ]    |
| 1999 | Буркова Людмила Фёдоровна             | Директор                                                                   | Высшее профессиональное училище № 36 | Ярославль                                                     | [ 6 ]    |
| 1999 | Кузнецов Александр Сергеевич          | Директор                                                                   | Профессиональный лицей «Высшая банковская школа» | Санкт-Петербург                                               | [ 6 ]    |
| 1999 | Матвеева Галина Павловна              | Директор                                                                   | Коммерческо-банковский колледж | Москва                                                        | [ 6 ]    |
| 1999 | Мохов Михаил Александрович            | Директор                                                                   | Банковский профессиональный лицей № 324 | Москва                                                        | [ 6 ]    |
| 1999 | Щелкун Надежда Игнатьевна             | Первый заместитель начальника                                              | Управление начального профессионального образования администрации Хабаровского края | Хабаровск                                                     | [ 6 ]    |
| 1999 | Стребелева Елена Антоновна            | Заведующий лабораторией, профессор                                         | Институт коррекционной педагогики Российской академии образования | Москва                                                        | [ 6 ]    |
| 1999 | Вагин Вадим Николаевич                | Профессор                                                                  | Московский энергетический институт (технический университет) | Москва                                                        | [ 6 ]    |
| 1999 | Кутепов Виталий Павлович              | Заведующий кафедрой, профессор                                             | Московский энергетический институт (технический университет) | Москва                                                        | [ 6 ]    |
| 1999 | Еремеев Александр Павлович            | Заместитель заведующего кафедрой, профессор                                | Московский энергетический институт (технический университет) | Москва                                                        | [ 6 ]    |
| 1999 | Попов Эдуард Викторович               | Заместитель директора, профессор                                           | Российский научно-исследовательский институт информационных технологий и систем автоматизированного проектирования | Москва                                                        | [ 6 ]    |
| 1999 | Кисель Евгений Борисович              | Старший научный сотрудник, заведующий лабораторией                         | Российский научно-исследовательский институт информационных технологий и систем автоматизированного проектирования | Москва                                                        | [ 6 ]    |
| 1999 | Фоминых Игорь Борисович               | Старший научный сотрудник, учёный секретарь                                | Российский научно-исследовательский институт информационных технологий и систем автоматизированного проектирования | Москва                                                        | [ 6 ]    |
| 1999 | Кондрашова Евгения Николаевна         | Старший научный сотрудник                                                  | Российский научно-исследовательский институт информационных технологий и систем автоматизированного проектирования | Москва                                                        | [ 6 ]    |
| 1999 | Емельянов Виктор Владимирович         | Заместитель заведующего кафедрой, профессор                                | Московский государственный технический университет имени Н. Э. Баумана | Москва                                                        | [ 6 ]    |
| 1999 | Рыбина Галина Валентиновна            | Старший научный сотрудник, доцент                                          | Московский государственный инженерно-физический институт (технический университет) | Москва                                                        | [ 6 ]    |
| 1999 | Тельнов Юрий Филиппович               | Заведующий кафедрой, доцент                                                | Московский государственный университет экономики, статистики и информатики | Москва                                                        | [ 6 ]    |
| 1999 | Деркач Анатолий Алексеевич            | Заведующий кафедрой, профессор                                             | Российская академия государственной службы при Президенте Российской Федерации | Москва                                                        | [ 6 ]    |
| 1999 | Анисимов Сергей Алексеевич            | Заместитель заведующего кафедрой                                           | Российская академия государственной службы при Президенте Российской Федерации | Москва                                                        | [ 6 ]    |
| 1999 | Синягин Юрий Викторович               | Заместитель заведующего кафедрой                                           | Российская академия государственной службы при Президенте Российской Федерации | Москва                                                        | [ 6 ]    |
| 1999 | Яблокова Евгения Анатольевна          | Заместитель заведующего кафедрой                                           | Российская академия государственной службы при Президенте Российской Федерации | Москва                                                        | [ 6 ]    |
| 1999 | Петрусинский Вячеслав Вячеславович    | Профессор                                                                  | Российская академия государственной службы при Президенте Российской Федерации | Москва                                                        | [ 6 ]    |
| 1999 | Анисимов Олег Сергеевич               | Профессор                                                                  | Российская академия государственной службы при Президенте Российской Федерации | Москва                                                        | [ 6 ]    |
| 1999 | Кричевский Роберт Львович             | Профессор                                                                  | Российская академия государственной службы при Президенте Российской Федерации | Москва                                                        | [ 6 ]    |
| 1999 | Маркова Аэлита Капитоновна            | Профессор                                                                  | Российская академия государственной службы при Президенте Российской Федерации | Москва                                                        | [ 6 ]    |
| 1999 | Семёнов Игорь Никитович               | Профессор                                                                  | Российская академия государственной службы при Президенте Российской Федерации | Москва                                                        | [ 6 ]    |
| 1999 | Съедин Сергей Иванович                | Профессор                                                                  | Российская академия государственной службы при Президенте Российской Федерации | Москва                                                        | [ 6 ]    |
| 1999 | Трацевская Елена Юрьевна              | Директор                                                                   | Учебно-воспитательный комплекс № 1841 | Москва                                                        | [ 6 ]    |
| 1999 | Тюпина Людмила Владимировна           | Учитель                                                                    | Учебно-воспитательный комплекс № 1842 | Москва                                                        | [ 6 ]    |
| 1999 | Панкратова Лариса Юрьевна             | Педагог дополнительного образования                                        | Учебно-воспитательный комплекс № 1843 | Москва                                                        | [ 6 ]    |
| 1999 | Сбытова Алла Борисовна                | Педагог дополнительного образования                                        | Учебно-воспитательный комплекс № 1844 | Москва                                                        | [ 6 ]    |
| 1999 | Смирнов Александр Владимирович        | Педагог дополнительного образования                                        | Учебно-воспитательный комплекс № 1845 | Москва                                                        | [ 6 ]    |
| 1999 | Миронова Елена Евгеньевна             | Педагог дополнительного образования                                        | Учебно-воспитательный комплекс № 1846 | Москва                                                        | [ 6 ]    |
| 1999 | Даринский Анатолий Викторович         | Профессор                                                                  | Санкт-Петербургский государственный университет педагогического мастерства | Санкт-Петербург                                               | [ 6 ]    |
| 1999 | Гусаров Юрий Валериевич               | Заведующий кафедрой, профессор                                             | Поволжская академия государственной службы |                                                               | [ 6 ]    |
| 1999 | Ярская-Смирнова Елена Ростиславовна   | Заведующий кафедрой, профессор                                             | Саратовский государственный технический университет | Саратов                                                       | [ 6 ]    |
| 1999 | Курнешова Лариса Евгеньевна           | Первый заместитель председателя                                            | Московский комитет образования | Москва                                                        | [ 6 ]    |
| 1999 | Батракова Гелия Михайловна            | Начальник                                                                  | Северо-Западное окружное управление образования | Москва                                                        | [ 6 ]    |
| 1999 | Завельский Юрий Владимирович          | Директор                                                                   | Московская школа на Юго-Западе № 1543 | Москва                                                        | [ 6 ]    |
| 1999 | Зуев Дмитрий Дмитриевич               | Главный редактор издательства, профессор                                   | «Издательский дом Шалвы Амонашвили» | Москва                                                        | [ 6 ]    |
| 1999 | Крупнов Юрий Васильевич               | Заведующий отделом                                                         | Центр региональной политики развития образования Российской академии образования | Москва                                                        | [ 6 ]    |
| 1999 | Линович Семён Матвеевич               | Генеральный директор                                                       | ОАО «Московские учебники и картолитография» | Москва                                                        | [ 6 ]    |
| 1999 | Логинова Ольга Борисовна              | Проректор                                                                  | Московский институт повышения квалификации работников образования | Москва                                                        | [ 6 ]    |
| 1999 | Полилова Татьяна Алексеевна           | Старший научный сотрудник                                                  | Институт прикладной математики имени М. В. Келдыша Российской академии наук | Москва                                                        | [ 6 ]    |
| 1999 | Родионов Леонид Александрович         | Директор                                                                   | Московский городской организационно-методический центр «Школьная книга» | Москва                                                        | [ 6 ]    |
| 2000 | Оныкий Борис Николаевич               | Ректор, профессор                                                          | Московский государственный инженерно-физический институт (технический университет) | Москва                                                        | [ 7 ]    |
| 2000 | Кириллов-Угрюмов Виктор Григорьевич   | Профессор-консультант                                                      | Московский государственный инженерно-физический институт (технический университет) | Москва                                                        | [ 7 ]    |
| 2000 | Николаев Игорь Николаевич             | Профессор                                                                  | Московский государственный инженерно-физический институт (технический университет) | Москва                                                        | [ 7 ]    |
| 2000 | Сорока Ирина Владимировна             | Доцент                                                                     | Московский государственный инженерно-физический институт (технический университет) | Москва                                                        | [ 7 ]    |
| 2000 | Быковский Юрий Алексеевич             | Заведующий кафедрой, профессор                                             | Московский государственный инженерно-физический институт (технический университет) | Москва                                                        | [ 7 ]    |
| 2000 | Крохин Олег Николаевич                | Директор, профессор, академик РАН                                          | Физический институт имени П. Н. Лебедева Российской академии наук | Москва                                                        | [ 7 ]    |
| 2000 | Алексеев Владимир Анатольевич         | Главный научный сотрудник, профессор                                       | Физический институт имени П. Н. Лебедева Российской академии наук | Москва                                                        | [ 7 ]    |
| 2000 | Басов Николай Геннадиевич             | Научный руководитель отделения, профессор                                  | Физический институт имени П. Н. Лебедева Российской академии наук | Москва                                                        | [ 7 ]    |
| 2000 | Шотов Алексей Петрович                | Главный научный сотрудник, профессор                                       | Физический институт имени П. Н. Лебедева Российской академии наук | Москва                                                        | [ 7 ]    |
| 2000 | Голубева Эра Александровна            | Главный научный сотрудник, профессор                                       | Психологический институт Российской академии образования | Москва                                                        | [ 7 ]    |
| 2000 | Кабардов Мухамед Каншобиевич          | Заведущий лабораторией, доцент                                             | Психологический институт Российской академии образования | Москва                                                        | [ 7 ]    |
| 2000 | Изюмова Светлана Александровна        | Ведущий научный сотрудник                                                  | Психологический институт Российской академии образования | Москва                                                        | [ 7 ]    |
| 2000 | Гусева Елеа Петровна                  | Ведущий научный сотрудник, профессор                                       | Психологический институт Российской академии образования | Москва                                                        | [ 7 ]    |
| 2000 | Аминов Николай Александрович          | Старший научный сотрудник                                                  | Психологический институт Российской академии образования | Москва                                                        | [ 7 ]    |
| 2000 | Лёвочкина Ирина Александровна         | Старший научный сотрудник                                                  | Психологический институт Российской академии образования | Москва                                                        | [ 7 ]    |
| 2000 | Печенков Василий Васильевич           | Старший научный сотрудник                                                  | Психологический институт Российской академии образования | Москва                                                        | [ 7 ]    |
| 2000 | Тихомирова Ирина Викторовна           | Старший научный сотрудник                                                  | Психологический институт Российской академии образования | Москва                                                        | [ 7 ]    |
| 2000 | Теплов Борис Михайлович               | Заведущий лабораторией, профессор                                          | Психологический институт Российской академии образования | Москва                                                        | [ 7 ]    |
| 2000 | Небылицын Владимир Дмитриевич         | Заведущий лабораторией, профессор                                          | Психологический институт Российской академии образования | Москва                                                        | [ 7 ]    |
| 2000 | Ягодин Геннадий Алексеевич            | Ректор, член-корреспондент РАН, профессор                                  | Международный университет | Москва                                                        | [ 7 ]    |
| 2000 | Пуртова Елена Евгеньевна              | Директор, профессор                                                        | Центр экологического образования Международного университета | Москва                                                        | [ 7 ]    |
| 2000 | Саркисов Павел Джибраелович           | Ректор, действительный член РАН, профессор                                 | Российский химико-технологический университет имени Д. И. Менделеева | Москва                                                        | [ 7 ]    |
| 2000 | Кручинина Наталия Евгеньевна          | Декан, доцент                                                              | Российский химико-технологический университет имени Д. И. Менделеева | Москва                                                        | [ 7 ]    |
| 2000 | Тарасов Валерий Васильевич            | Заведующий кафедрой, профессор                                             | Российский химико-технологический университет имени Д. И. Менделеева | Москва                                                        | [ 7 ]    |
| 2000 | Тарасова Наталия Павловна             | Член-корреспондент РАН, профессор, директор                                | Институт проблем устойчивого развития Российского химико-технологического университета имени Д. И. Менделеева | Москва                                                        | [ 7 ]    |
| 2000 | Кавтарадзе Дмитрий Николаевич         | Старший научный сотрудник, заведующий лабораторией                         | Московский государственный университет имени М. В. Ломоносова | Москва                                                        | [ 7 ]    |
| 2000 | Короткевич Мария Никитична            | Руководитель                                                               | Управление исполнительного комитета межрегиональной ассоциации «Сибирское соглашение» | Новосибирск                                                   | [ 7 ]    |
| 2000 | Чернова Нина Михайловна               | Профессор                                                                  | Московский педагогический государственный университет | Москва                                                        | [ 7 ]    |
| 2000 | Осипова Нина Александровна            | Старший научный сотрудник, заведующий кафедрой                             | Томский муниципальный химический лицей | Томск                                                         | [ 7 ]    |
| 2000 | Костомаров Виталий Григорьевич        | Ректор, профессор                                                          | Государственный институт русского языка имени А. С. Пушкина | Москва                                                        | [ 7 ]    |
| 2000 | Прохоров Юрий Евгеньевич              | Проректор, профессор                                                       | Государственный институт русского языка имени А. С. Пушкина | Москва                                                        | [ 7 ]    |
| 2000 | Бурвикова Наталия Дмитриевна          | Учёный секретарь, профессор                                                | Государственный институт русского языка имени А. С. Пушкина | Москва                                                        | [ 7 ]    |
| 2000 | Верещагин Евгений Михайлович          | Главный научный соотрудник, профессор                                      | Институт русского языка имени В. В. Виноградова Российской академии наук |                                                               | [ 7 ]    |
| 2000 | Воробьёв Владимир Васильевич          | Заведующий кафедрой, профессор                                             | Российский университет дружбы народов | Москва                                                        | [ 7 ]    |
| 2000 | Борисова Татьяна Викторовна           | Профессор                                                                  | Московская государственная академия приборостроения и информатики | Москва                                                        | [ 7 ]    |
| 2000 | Домбровская Нина Максимовна           | Старший преподаватель                                                      | Московский государственный институт радиотехники, электроники и автоматики (технический университет) | Москва                                                        | [ 7 ]    |
| 2000 | Ардова Вера Вульфовна                 | Профессор                                                                  | Московский государственный институт радиотехники, электроники и автоматики (технический университет) | Москва                                                        | [ 7 ]    |
| 2000 | Трубецкой Климент Николаевич          | Директор, академик РАН, профессор                                          | Институт проблем комплексного освоения недр Российской академии наук | Москва                                                        | [ 7 ]    |
| 2000 | Чантурия Валентин Алексеевич          | Академик РАН                                                               | Институт проблем комплексного освоения недр Российской академии наук | Москва                                                        | [ 7 ]    |
| 2000 | Чаплыгин Николай Николаевич           | Заместитель директора, профессор                                           | Институт проблем комплексного освоения недр Российской академии наук | Москва                                                        | [ 7 ]    |
| 2000 | Каплунов Давид Родионович             | Заведущий лабораторией, член-корреспондент РАН, профессор                  | Институт проблем комплексного освоения недр Российской академии наук | Москва                                                        | [ 7 ]    |
| 2000 | Боронин Александр Михайлович          | Директор, член-корреспондент РАН, профессор                                | Институт биохимии и физиологии микроорганизмов имени Г. К. Скрябина Российской академии наук | Пущино, Московская область                                    | [ 7 ]    |
| 2000 | Решетилова Татьяна Анатольевна        | Старший научный сотрудник, учёный секретарь                                | Институт биохимии и физиологии микроорганизмов имени Г. К. Скрябина Российской академии наук | Пущино, Московская область                                    | [ 7 ]    |
| 2000 | Васин Сергей Александрович            | Проректор, профессор                                                       | Тульский государственный университет | Тула                                                          | [ 7 ]    |
| 2000 | Захаров Евгений Иванович              | Декан, профессор                                                           | Тульский государственный университет | Тула                                                          | [ 7 ]    |
| 2000 | Качурин Николай Михайлович            | Профессор                                                                  | Тульский государственный университет | Тула                                                          | [ 7 ]    |
| 2000 | Панферова Ирина Викторовна            | Профессор                                                                  | Тульский государственный университет | Тула                                                          | [ 7 ]    |
| 2000 | Мамонтов Сергей Григорьевич           | Заведущий лабораторией                                                     | Российский государственный медицинский университет | Москва                                                        | [ 7 ]    |
| 2000 | Захаров Владимир Борисович            | Ведущий научный сотрудник                                                  | Российский государственный медицинский университет | Москва                                                        | [ 7 ]    |
| 2000 | Плешаков Андрей Анатольевич           | Ведущий научный сотрудник                                                  | Институт общего образования |                                                               | [ 7 ]    |
| 2000 | Сивоглазов Владислав Иванович         | Заместитель генерального директора                                         | Издательский дом «Дрофа» | Москва                                                        | [ 7 ]    |
| 2000 | Соломко Людмила Георгиевна            | Директор                                                                   | Профессиональный лицей № 39 | Ноябрьск, Ямало-Ненецкий автономный округ                     | [ 7 ]    |
| 2000 | Яровенко Владислав Анатольевич        | Заместитель директора                                                      | Профессиональный лицей № 39 | Ноябрьск, Ямало-Ненецкий автономный округ                     | [ 7 ]    |
| 2000 | Яровенко Лариса Васильевна            | Заместитель директора                                                      | Профессиональный лицей № 39 | Ноябрьск, Ямало-Ненецкий автономный округ                     | [ 7 ]    |
| 2000 | Шульгина Татьяна Анатольевна          | Заместитель директора                                                      | Профессиональный лицей № 39 | Ноябрьск, Ямало-Ненецкий автономный округ                     | [ 7 ]    |
| 2000 | Захарова Галина Ивановна              | Преподаватель                                                              | Профессиональный лицей № 39 | Ноябрьск, Ямало-Ненецкий автономный округ                     | [ 7 ]    |
| 2000 | Макаренко Пётр Фёдорович              | Начальник                                                                  | Департамент образования администрации Ямало-Ненецкого автономного округа | Салехард, Ямало-Ненецкий автономный округ                     | [ 7 ]    |
| 2000 | Шевчик Николай Иванович               | Заместитель начальника                                                     | Департамент образования администрации Ямало-Ненецкого автономного округа | Салехард, Ямало-Ненецкий автономный округ                     | [ 7 ]    |
| 2000 | Линк Юрий Александрович               | Глава                                                                      | Администрация г. Ноябрьска | Ноябрьск, Ямало-Ненецкий автономный округ                     | [ 7 ]    |
| 2000 | Осипов Алексей Никифорович            | Декан, доцент                                                              | Институт развития профессионального образования | Москва                                                        | [ 7 ]    |
| 2000 | Петросян Кармлен Цатурович            | Заведующий аспирантурой, профессор                                         | Институт развития профессионального образования | Москва                                                        | [ 7 ]    |
| 2000 | Никитин Александр Александрович       | Проректору-директор, профессор                                             | Специализированный учебно-научный центр Новосибирского государственного университета | Новосибирск                                                   | [ 7 ]    |
| 2000 | Марковичев Александр Сергеевич        | Профессор                                                                  | Специализированный учебно-научный центр Новосибирского государственного университета | Новосибирск                                                   | [ 7 ]    |
| 2000 | Мальцев Андрей Анатольевич            | Доцент                                                                     | Специализированный учебно-научный центр Новосибирского государственного университета | Новосибирск                                                   | [ 7 ]    |
| 2000 | Войтишек Вацлав Вацлавович            | Доцент                                                                     | Специализированный учебно-научный центр Новосибирского государственного университета | Новосибирск                                                   | [ 7 ]    |
| 2000 | Михеев Юрий Викторович                | Доцент                                                                     | Специализированный учебно-научный центр Новосибирского государственного университета | Новосибирск                                                   | [ 7 ]    |
| 2000 | Зеленяк Тадей Иванович                | Заведущий лабораторией, профессор                                          | Институт математики имени С. Л. Соболева Сибирского отделения Российской академии наук | Новосибирск                                                   | [ 7 ]    |
| 2000 | Белоносов Владимир Сергеевич          | Ведущий научный сотрудник, профессор                                       | Институт математики имени С. Л. Соболева Сибирского отделения Российской академии наук | Новосибирск                                                   | [ 7 ]    |
| 2000 | Смирнов Дмитрий Матвеевич             | Главный научный сотрудник, профессор                                       | Институт математики имени С. Л. Соболева Сибирского отделения Российской академии наук | Новосибирск                                                   | [ 7 ]    |
| 2000 | Шемшурина Алла Ивановна               | Старший научный сотрудник, заведующий лабораторией                         | Государственный научно-исследовательский институт семьи и воспитания Российской академии образования | Москва                                                        | [ 7 ]    |
| 2000 | Шупыро Василий Михайлович             | Генеральный директор, профессор                                            | Государственное акционерное общество «Всероссийский выставочный центр» | Москва                                                        | [ 7 ]    |
| 2000 | Мусаев Магомед Халилулаевич           | Первый заместитель генерального директора                                  | Государственное акционерное общество «Всероссийский выставочный центр» | Москва                                                        | [ 7 ]    |
| 2000 | Салащенко Алексей Геннадиевич         | Директор, профессор                                                        | Акционерное общество «Объединённый павильон Всероссийского выставочного центра „Наука и образование“» | Москва                                                        | [ 7 ]    |
| 2000 | Мухин Юрий Юрьевич                    | Начальник управления                                                       | Акционерное общество «Объединённый павильон Всероссийского выставочного центра „Наука и образование“» | Москва                                                        | [ 7 ]    |
| 2000 | Гусев Эдуард Борисович                | Начальник управления                                                       | Российская экономическая академия имени Г. В. Плеханова | Москва                                                        | [ 7 ]    |
| 2000 | Лымарь Анатолий Максимович            | Заместитель руководителя департамента                                      | Министерство промышленности, науки и технологий Российской Федерации | Москва                                                        | [ 7 ]    |
| 2000 | Держицкая Ольга Николаевна            | Начальник управления                                                       | Московский комитет образования | Москва                                                        | [ 7 ]    |
| 2000 | Грязнова Алла Георгиевна              | Ректор, профессор                                                          | Финансовая академия при Правительстве Российской Федерации | Москва                                                        | [ 7 ]    |
| 2000 | Эскиндаров Мухадин Абдурахманович     | Проректор, профессор                                                       | Финансовая академия при Правительстве Российской Федерации | Москва                                                        | [ 7 ]    |
| 2000 | Федотова Марина Алексеевна            | Заведующий кафедрой, профессор                                             | Финансовая академия при Правительстве Российской Федерации | Москва                                                        | [ 7 ]    |
| 2000 | Беляева Ирина Юрьевна                 | Профессор                                                                  | Финансовая академия при Правительстве Российской Федерации | Москва                                                        | [ 7 ]    |
| 2000 | Ленская Светлана Алексеевна           | Профессор                                                                  | Финансовая академия при Правительстве Российской Федерации | Москва                                                        | [ 7 ]    |
| 2000 | Булычёва Галина Васильевна            | Доцент                                                                     | Финансовая академия при Правительстве Российской Федерации | Москва                                                        | [ 7 ]    |
| 2000 | Ивановой Елене Николаевне             | Доцент                                                                     | Финансовая академия при Правительстве Российской Федерации | Москва                                                        | [ 7 ]    |
| 2000 | Ларионова Ирина Владимировна          | Доцент                                                                     | Финансовая академия при Правительстве Российской Федерации | Москва                                                        | [ 7 ]    |
| 2000 | Тазихина Татьяна Викторовна           | Доцент                                                                     | Финансовая академия при Правительстве Российской Федерации | Москва                                                        | [ 7 ]    |
| 2000 | Якубова Дильбар Назибовна             | Доцент                                                                     | Финансовая академия при Правительстве Российской Федерации | Москва                                                        | [ 7 ]    |
| 2000 | Лейбович Александр Наумович           | Первый заместитель директора, профессор                                    | Институт развития профессионального образования | Москва                                                        | [ 7 ]    |
| 2000 | Тихилова Валентина Александровна      | Старший научный сотрудник, заведующий лабораторией                         | Институт развития профессионального образования | Москва                                                        | [ 7 ]    |
| 2000 | Драчева Надежда Яковлевна             | Заведующий лабораторией                                                    | Институт развития профессионального образования | Москва                                                        | [ 7 ]    |
| 2000 | Новикова Татьяна Тимофеевна           | Старший научный сотрудник, заведующий лабораторией                         | Институт развития профессионального образования | Москва                                                        | [ 7 ]    |
| 2000 | Хрипков Анатолий Степанович           | Заведующий лабораторией, доцент                                            | Институт развития профессионального образования | Москва                                                        | [ 7 ]    |
| 2000 | Гревцев Геннадий Сергеевич            | Начальник управления                                                       | Управление администрацией Липецкой области | Липецк                                                        | [ 7 ]    |
| 2000 | Грибанов Валерий Иванович             | Начальник управления                                                       | Управление администрацией Томской области | Томск                                                         | [ 7 ]    |
| 2000 | Локотникова Елизавета Михайловна      | Заместитель начальника управления                                          | Московский комитет образования | Москва                                                        | [ 7 ]    |
| 2000 | Садырин Владимир Витальевич           | Начальник                                                                  | Главное управление администрации Челябинской области | Челябинск                                                     | [ 7 ]    |
| 2000 | Шапкин Виктор Васильевич              | Директор, профессор                                                        | Учебно-методический центр комитета по образованию администрации г. Санкт-Петербурга | Санкт-Петербург                                               | [ 7 ]    |
| 2000 | Бондырева Светлана Константиновна     | Ректор, старший научный сотрудник                                          | Московский психолого-социальный институт | Москва                                                        | [ 7 ]    |
| 2000 | Кураков Лев Пантелеймонович           | Ректор, профессор                                                          | Чувашский государственный университет имени И. Н. Ульянова | Чебоксары                                                     | [ 7 ]    |
| 2000 | Лиферов Анатолий Петрович             | Ректор, профессор                                                          | Рязанского государственного педагогического университета имени С. А. Есенина | Рязань                                                        | [ 7 ]    |
| 2000 | Никандров Николай Дмитриевич          | Президент, профессор                                                       | Российская академия образования | Москва                                                        | [ 7 ]    |
| 2000 | Тубельский Александр Наумович         | Генеральный директор                                                       | Научно-педагогическое объединение «Школа самоопределения» | Москва                                                        | [ 7 ]    |
| 2000 | Головина Маргарита Фёдоровна          | Заместитель генерального директора                                         | Научно-педагогическое объединение «Школа самоопределения» | Москва                                                        | [ 7 ]    |
| 2000 | Злотников Вадим Семёнович             | Заместитель генерального директора                                         | Научно-педагогическое объединение «Школа самоопределения» | Москва                                                        | [ 7 ]    |
| 2000 | Старостенков Михаил Евгеньевич        | Заместитель генерального директора                                         | Научно-педагогическое объединение «Школа самоопределения» | Москва                                                        | [ 7 ]    |
| 2000 | Иванов Дмитрий Андреевич              | Главный научный сотрудник                                                  | Научно-педагогическое объединение «Школа самоопределения» | Москва                                                        | [ 7 ]    |
| 2000 | Бирюкова Галина Александровна         | Заместитель директора школы № 734                                          | Научно-педагогическое объединение «Школа самоопределения» | Москва                                                        | [ 7 ]    |
| 2000 | Державин Вячеслав Борисович           | Учитель                                                                    | Научно-педагогическое объединение «Школа самоопределения» | Москва                                                        | [ 7 ]    |
| 2000 | Касаткина Зоя Николаевна              | Учитель                                                                    | Научно-педагогическое объединение «Школа самоопределения» | Москва                                                        | [ 7 ]    |
| 2000 | Леонтьева Ольга Милославовна          | Учитель                                                                    | Научно-педагогическое объединение «Школа самоопределения» | Москва                                                        | [ 7 ]    |
| 2000 | Озерова Клеопатра Михайловна          | Учитель                                                                    | Научно-педагогическое объединение «Школа самоопределения» | Москва                                                        | [ 7 ]    |
| 2001 | Корольков Александр Аркадьевич        | Заведующий кафедрой, профессор                                             | Российский государственный педагогический университет имени А. И. Герцена | Санкт-Петербург                                               | [ 8 ]    |
| 2001 | Виноградова Наталья Фёдоровна         | Заведующий, профессор                                                      | Центр начальной школы Института общего среднего образования Российской академии образования | Москва                                                        | [ 8 ]    |
| 2001 | Журова Лидия Ефремовна                | Заведующий лабораторией, старший научный сотрудник                         | Центр начальной школы Института общего среднего образования Российской академии образования | Москва                                                        | [ 8 ]    |
| 2001 | Ефросинина Любовь Александровна       | Ведущий научный сотрудник                                                  | Центр начальной школы Института общего среднего образования Российской академии образования | Москва                                                        | [ 8 ]    |
| 2001 | Рудницка Виктория Наумовна            | Ведущий научный сотрудник                                                  | Центр начальной школы Института общего среднего образования Российской академии образования | Москва                                                        | [ 8 ]    |
| 2001 | Иванов Станислав Викторович           | Старший преподаватель                                                      | Московский педагогический государственный университет | Москва                                                        | [ 8 ]    |
| 2001 | Бучаченко Анатолий Леонидович         | Советник, профессор                                                        | Институт химической физики имени Н. Н. Семёнова Российской академии наук | Москва                                                        | [ 8 ]    |
| 2001 | Уманский Станислав Яковлевич          | Старший научный сотрудник, заведующий лабораторией                         | Институт химической физики имени Н. Н. Семёнова Российской академии наук | Москва                                                        | [ 8 ]    |
| 2001 | Петрий Олег Александрович             | Заведующий кафедрой, профессор                                             | Московский государственный университет имени М. В. Ломоносова | Москва                                                        | [ 8 ]    |
| 2001 | Степанов Николай Фёдорович            | Заведующий кафедрой, профессор                                             | Московский государственный университет имени М. В. Ломоносова | Москва                                                        | [ 8 ]    |
| 2001 | Цирлина Галина Александровна          | Ведущий научный сотрудник, профессор                                       | Московский государственный университет имени М. В. Ломоносова | Москва                                                        | [ 8 ]    |
| 2001 | Воробьёв Андрей Харлампьевич          | Профессор                                                                  | Московский государственный университет имени М. В. Ломоносова | Москва                                                        | [ 8 ]    |
| 2001 | Дамаскин Борис Борисович              | Профессор                                                                  | Московский государственный университет имени М. В. Ломоносова | Москва                                                        | [ 8 ]    |
| 2001 | Пупышев Владимир Иванович             | Ведущий научный сотрудник                                                  | Московский государственный университет имени М. В. Ломоносова | Москва                                                        | [ 8 ]    |
| 2001 | Алифанов Олег Михайлович              | Декан, член-корреспондент РАН, профессор                                   | Московский государственный авиационный институт (технический университет) | Москва                                                        | [ 8 ]    |
| 2001 | Тарасов Евгений Васильевич            | Заведующий кафедрой, профессор                                             | Московский государственный авиационный институт (технический университет) | Москва                                                        | [ 8 ]    |
| 2001 | Ильичев Алексей Васильевич            | Профессор                                                                  | Московский государственный авиационный институт (технический университет) | Москва                                                        | [ 8 ]    |
| 2001 | Демихов Константин Евгеньевич         | Первый проректор, профессор                                                | Московский государственный технический университет имени Н. Э. Баумана | Москва                                                        | [ 8 ]    |
| 2001 | Лысенко Лев Николаевич                | Заведующий кафедрой, профессор                                             | Московский государственный технический университет имени Н. Э. Баумана | Москва                                                        | [ 8 ]    |
| 2001 | Зеленцов Валентин Викторович          | Руководитель научно-учебного комплекса, доцент                             | Московский государственный технический университет имени Н. Э. Баумана | Москва                                                        | [ 8 ]    |
| 2001 | Дорофеев Анатолий Александрович       | Декан, доцент                                                              | Московский государственный технический университет имени Н. Э. Баумана | Москва                                                        | [ 8 ]    |
| 2001 | Симоньянц Ростислав Петрович          | Декан, доцент                                                              | Московский государственный технический университет имени Н. Э. Баумана | Москва                                                        | [ 8 ]    |
| 2001 | Моишеев Александр Александрович       | Земеститель генерального конструктора                                      | Федеральное государственное унитарное предприятие «Научно-производственное объединение имени С. А. Лавочкина» | Химки, Московская область                                     | [ 8 ]    |
| 2001 | Новиков Юрий Александрович            | Начальник управления, профессор                                            | Министерство образования Российской Федерации | Москва                                                        | [ 8 ]    |
| 2001 | Майер Георгий Владимирович            | Ректор, профессор                                                          | Томский государственный университет | Томск                                                         | [ 8 ]    |
| 2001 | Бабанский Михаил Демьянович           | Первый проректор, доцент                                                   | Томский государственный университет | Томск                                                         | [ 8 ]    |
| 2001 | Демкин Владимир Петрович              | Проректор, профессор                                                       | Томский государственный университет | Томск                                                         | [ 8 ]    |
| 2001 | Нявро Вера Фёдоровна                  | Доцент                                                                     | Томский государственный университет | Томск                                                         | [ 8 ]    |
| 2001 | Вымятнин Владимир Михайлович          | Доцент                                                                     | Томский государственный университет | Томск                                                         | [ 8 ]    |
| 2001 | Можаева Галина Васильевна             | Доцент                                                                     | Томский государственный университет | Томск                                                         | [ 8 ]    |
| 2001 | Трубникова Татьяна Владимировна       | Доцент                                                                     | Томский государственный университет | Томск                                                         | [ 8 ]    |
| 2001 | Востриков Анатолий Сергеевич          | Ректор, профессор                                                          | Новосибирский государственный технический университет | Новосибирск                                                   | [ 8 ]    |
| 2001 | Кирюшин Юрий Фёдорович                | Ректор, профессор                                                          | Алтайский государственный университет | Барнаул, Алтайский край                                       | [ 8 ]    |
| 2001 | Кондаков Александр Михайлович         | Генеральный директор, доцент                                               | Федеральное государственное унитарное предприятие ордена Трудового Красного Знамени «Издательство „Просвещение“» | Москва                                                        | [ 8 ]    |
| 2001 | Храмов Георгий Петрович               | Генеральный директор                                                       | Закрытое акционерное общество «Издательский центр „Аванта+“» | Москва                                                        | [ 8 ]    |
| 2001 | Аксёнова Мария Дмитриевна             | Председатель совета директоров                                             | Закрытое акционерное общество «Издательский центр „Аванта+“» | Москва                                                        | [ 8 ]    |
| 2001 | Володин Виктор Александрович          | Главный редактор                                                           | Закрытое акционерное общество «Издательский центр „Аванта+“» | Москва                                                        | [ 8 ]    |
| 2001 | Элиович Александр Александрович       | Заместитель главного редактора                                             | Закрытое акционерное общество «Издательский центр „Аванта+“» | Москва                                                        | [ 8 ]    |
| 2001 | Петрановская Людмила Владимировна     | Методический редактор                                                      | Закрытое акционерное общество «Издательский центр „Аванта+“» | Москва                                                        | [ 8 ]    |
| 2001 | Дукельская Елена Юрьевна              | Главный художник                                                           | Закрытое акционерное общество «Издательский центр „Аванта+“» | Москва                                                        | [ 8 ]    |
| 2001 | Володихин Дмитрий Михайлович          | Главный редактор                                                           | Журнал «Русское средневековье» | Москва                                                        | [ 8 ]    |
| 2001 | Санюк Валерий Иванович                | Профессор                                                                  | Российский университет дружбы народов | Москва                                                        | [ 8 ]    |
| 2001 | Грязнов Андрей Юрьевич                | Ассистент                                                                  | Московский государственный университет имени М. В. Ломоносова | Москва                                                        | [ 8 ]    |
| 2001 | Мордкович Александр Григорьевич       | Заведующий кафедрой, профессор                                             | Московский городской педагогический университет | Москва                                                        | [ 8 ]    |
| 2001 | Корешкова Татьяна Александровна       | Декан, доцент                                                              | Московский городской педагогический университет | Москва                                                        | [ 8 ]    |
| 2001 | Денищева Лариса Олеговна              | Доцент                                                                     | Московский городской педагогический университет | Москва                                                        | [ 8 ]    |
| 2001 | Тульчинская Елена Ефимовна            | Преподаватель                                                              | Гимназия № 1504 | Москва                                                        | [ 8 ]    |
| 2001 | Ташкинов Анатолий Александрович       | Проректор, профессор                                                       | Пермский государственный технический университет | Пермь                                                         | [ 8 ]    |
| 2001 | Бартоломей Адольф Александрович       | Заведующий кафедрой, член-корреспондент РАН, профессор                     | Пермский государственный технический университет | Пермь                                                         | [ 8 ]    |
| 2001 | Вольхин Владимир Васильевич           | Заведующий кафедрой, член-корреспондент РАН, профессор                     | Пермский государственный технический университет | Пермь                                                         | [ 8 ]    |
| 2001 | Трусов Пётр Валентинович              | Заведующий кафедрой, профессор                                             | Пермский государственный технический университет | Пермь                                                         | [ 8 ]    |
| 2001 | Пальчиковский Вадим Григорьевич       | Заведующий кафедрой, профессор                                             | Пермский государственный технический университет | Пермь                                                         | [ 8 ]    |
| 2001 | Столбов Валерий Юрьевич               | Профессор                                                                  | Пермский государственный технический университет | Пермь                                                         | [ 8 ]    |
| 2001 | Лурье Леонид Израилевич               | Доцент                                                                     | Пермский государственный технический университет | Пермь                                                         | [ 8 ]    |
| 2001 | Черникова Ирина Юрьевна               | Заместитель директора, доцент                                              | Муниципальное образовательное учреждение Лицей № 1 при Пермском государственном техническом университете | Пермь                                                         | [ 8 ]    |
| 2001 | Котомина Елена Вадимовна              | Директор                                                                   | Государственное образовательное учреждение «Центр образования № 1998 „Лукоморье“» | Москва                                                        | [ 8 ]    |
| 2001 | Сотникова Елена Николаевна            | Профессор                                                                  | Государственное образовательное учреждение «Центр образования № 1998 „Лукоморье“» | Москва                                                        | [ 8 ]    |
| 2001 | Губарева Тамара Георгиевна            | Заметитель директора                                                       | Государственное образовательное учреждение «Центр образования № 1998 „Лукоморье“» | Москва                                                        | [ 8 ]    |
| 2001 | Ильина Татьяна Николаевна             | Заметитель директора                                                       | Государственное образовательное учреждение «Центр образования № 1998 „Лукоморье“» | Москва                                                        | [ 8 ]    |
| 2001 | Королевой Людмиле Петровне            | Заметитель директора                                                       | Государственное образовательное учреждение «Центр образования № 1998 „Лукоморье“» | Москва                                                        | [ 8 ]    |
| 2001 | Козловой Надежде Ивановне             | Заметитель директора                                                       | Государственное образовательное учреждение «Центр образования № 1998 „Лукоморье“» | Москва                                                        | [ 8 ]    |
| 2001 | Ковалёва Ольга Григорьевна            | Учитель                                                                    | Государственное образовательное учреждение «Центр образования № 1998 „Лукоморье“» | Москва                                                        | [ 8 ]    |
| 2001 | Цветкова Елена Николаевна             | Психолог                                                                   | Государственное образовательное учреждение «Центр образования № 1998 „Лукоморье“» | Москва                                                        | [ 8 ]    |
| 2001 | Минько Нина Григорьевна               | Начальник                                                                  | Южное окружное управление образования | Москва                                                        | [ 8 ]    |
| 2001 | Салимова, Кадрия-Улькер Исмаил кызы   | Главный научный сотрудник, профессор                                       | Институт теории образования и педагогики Российской академии образования |                                                               | [ 8 ]    |
| 2001 | Кутафин Олег Емельянович              | Ректор, член-корреспондент РАН, профессор                                  | Московская государственная юридическая академия | Москва                                                        | [ 8 ]    |
| 2001 | Козлова Екатерина Ивановна            | Профессор                                                                  | Московская государственная юридическая академия | Москва                                                        | [ 8 ]    |
| 2001 | Аметистов Евгений Викторович          | Ректор, член-корреспондент РАН, профессор                                  | Московский энергетический институт (технический университет) | Москва                                                        | [ 8 ]    |
| 2001 | Воронов Виктор Николаевич             | Проректор, профессор                                                       | Московский энергетический институт (технический университет) | Москва                                                        | [ 8 ]    |
| 2001 | Попов Анатолий Игоревич               | Проректор, профессор                                                       | Московский энергетический институт (технический университет) | Москва                                                        | [ 8 ]    |
| 2001 | Кулешов Валентин Николаевич           | Заведующий кафедрой, профессор                                             | Московский энергетический институт (технический университет) | Москва                                                        | [ 8 ]    |
| 2001 | Маслов Сергей Ильич                   | Заведующий кафедрой, профессор                                             | Московский энергетический институт (технический университет) | Москва                                                        | [ 8 ]    |
| 2001 | Евсеев Анатолий Ильич                 | Доцент                                                                     | Московский энергетический институт (технический университет) | Москва                                                        | [ 8 ]    |
| 2001 | Конин Анатолий Леонидович             | Доцент, директор информационно-вычислительного центра                      | Московский энергетический институт (технический университет) | Москва                                                        | [ 8 ]    |
| 2001 | Нуждин Владимир Николаевич            | Ректор, профессор                                                          | Ивановский государственный энергетический университет | Иваново                                                       | [ 8 ]    |
| 2001 | Каекин Валентин Сергеевич             | Доцент, заведующий кафедрой                                                | Ивановский государственный энергетический университет | Иваново                                                       | [ 8 ]    |
| 2001 | Шишкин Валерий Павлович               | Профессор                                                                  | Ивановский государственный энергетический университет | Иваново                                                       | [ 8 ]    |
| 2001 | Поляков Валерий Алексеевич            | Вице-президент, профессор                                                  | Российская академия образования | Москва                                                        | [ 8 ]    |
| 2001 | Гринько Вера Станиславовна            | Заместитель начальника управления                                          | Министерство образования Российской Федерации | Москва                                                        | [ 8 ]    |
| 2001 | Котельников Владимир Семёнович        | Начальник управления                                                       | Федеральный горный и промышленный надзор России |                                                               | [ 8 ]    |
| 2001 | Похвощев Владимир Александрович       | Профессор                                                                  | Институт развития профессионального образования | Москва                                                        | [ 8 ]    |
| 2001 | Рыкова Елена Анатольевна              | Заведующий лабораторией, старший научный сотрудник                         | Институт развития профессионального образования | Москва                                                        | [ 8 ]    |
| 2001 | Хрупало Анатолий Ефимович             |                                                                            | |                                                               | [ 8 ]    |
| 2001 | Софинский Николай Алексеевич          | Директор центрального бюро нормативов по труду                             | Министерство труда и социального развития Российской Федерации | Москва                                                        | [ 8 ]    |
| 2001 | Уваров Александру Тимофеевич          | Вице-президент                                                             | Общероссийская общественная организация «Российский союз товаропроизводителей» |                                                               | [ 8 ]    |
| 2001 | Рубцов Александр Семёнович            | Директор                                                                   | Художественный профессиональный лицей № 303 | Москва                                                        | [ 8 ]    |
| 2001 | Собкин Владимир Самуилович            | Директор                                                                   | Центр социологии образования Российской академии образования | Москва                                                        | [ 8 ]    |
| 2001 | Писарский Пётр Саввич                 | Заместитель директора                                                      | Центр социологии образования Российской академии образования | Москва                                                        | [ 8 ]    |
| 2001 | Баклушинский Сергей Александрович     | Старший научный сотрудник                                                  | Центр социологии образования Российской академии образования | Москва                                                        | [ 8 ]    |
| 2001 | Евстигнеева Юлия Михайловна           | Научный сотрудник                                                          | Центр социологии образования Российской академии образования | Москва                                                        | [ 8 ]    |
| 2001 | Марич Екатерина Михайловна            | Научный сотрудник                                                          | Центр социологии образования Российской академии образования | Москва                                                        | [ 8 ]    |
| 2001 | Константиновский Давид Львович        | Заместитель директора, старший научный сотрудник                           | Институт социологии Российской академии наук | Москва                                                        | [ 8 ]    |
| 2001 | Вербицкая Людмила Алексеевна          | Ректор, профессор                                                          | Санкт-Петербургский государственный университет | Санкт-Петербург                                               | [ 8 ]    |
| 2001 | Кротов Михаил Валентинович            | Проректор, доцент                                                          | Санкт-Петербургский государственный университет | Санкт-Петербург                                               | [ 8 ]    |
| 2001 | Прохоров Вадим Семёнович              | Профессор                                                                  | Санкт-Петербургский государственный университет | Санкт-Петербург                                               | [ 8 ]    |
| 2001 | Мацнев Николай Иванович               | Заместитель декана                                                         | Санкт-Петербургский государственный университет | Санкт-Петербург                                               | [ 8 ]    |
| 2001 | Григорьев Валерий Юрьевич             | Начальник информационно-аналитического центра                              | Санкт-Петербургский государственный университет | Санкт-Петербург                                               | [ 8 ]    |
| 2001 | Мацнева Наталья Геннадьевна           | Заведующая библиотекой                                                     | Санкт-Петербургский государственный университет | Санкт-Петербург                                               | [ 8 ]    |
| 2001 | Кропачев Николай Михайлович           | Председатель                                                               | Уставной суд г. Санкт-Петербурга | Санкт-Петербург                                               | [ 8 ]    |
| 2002 | Василенко Николай Васильевич          | Директор, профессор                                                        | Научно-исследовательский институт систем управления, волновых процессов и технологий | Красноярск                                                    | [ 9 ]    |
| 2002 | Антамошкин Александр Николаевич       | Заместитель директора, профессор                                           | Научно-исследовательский институт систем управления, волновых процессов и технологий | Красноярск                                                    | [ 9 ]    |
| 2002 | Ивашов Евгений Николаевич             | Профессор                                                                  | Научно-исследовательский институт систем управления, волновых процессов и технологий | Красноярск                                                    | [ 9 ]    |
| 2002 | Каркарин Александр Петрович           | Заведующий отделением, доцент                                              | Научно-исследовательский институт систем управления, волновых процессов и технологий | Красноярск                                                    | [ 9 ]    |
| 2002 | Кияев Владимир Михайлович             | Заведующий лабораторией, доцент                                            | Научно-исследовательский институт систем управления, волновых процессов и технологий | Красноярск                                                    | [ 9 ]    |
| 2002 | Логинов Лев Николаевич                | Заведующий отделением, профессор                                           | Научно-исследовательский институт систем управления, волновых процессов и технологий | Красноярск                                                    | [ 9 ]    |
| 2002 | Паньшин Александр Борисович           | Заместитель директора, доцент                                              | Научно-исследовательский институт систем управления, волновых процессов и технологий | Красноярск                                                    | [ 9 ]    |
| 2002 | Либерзон Марк Рахмильевич             | Профессор                                                                  | Московский государственный авиационный технологический университет имени К. Э. Циолковского | Москва                                                        | [ 9 ]    |
| 2002 | Львов Борис Глебович                  | Декан, профессор                                                           | Московский государственный институт электроники и математики (технический университет) | Москва                                                        | [ 9 ]    |
| 2002 | Степанчиков Сергей Валентинович       | Доцент                                                                     | Московский государственный институт электроники и математики (технический университет) | Москва                                                        | [ 9 ]    |
| 2002 | Егоров Семён Филиппович               | Главный научный сотрудник                                                  | Институт теории образования и педагогики Российская академия образования | Москва                                                        | [ 9 ]    |
| 2002 | Морковкин Валерий Вениаминович        | Главный научный сотрудник, профессор                                       | Институт русского языка имени А. С. Пушкина | Москва                                                        | [ 9 ]    |
| 2002 | Петерсон Людмила Георгиевна           | Профессор                                                                  | Академия повышения квалификации и переподготовки работников образования |                                                               | [ 9 ]    |
| 2002 | Чечель Ирина Дмитриевна               | Проректор, профессор                                                       | Академия повышения квалификации и переподготовки работников образования |                                                               | [ 9 ]    |
| 2002 | Холина Надежда Павловна               | Учитель начальных классов                                                  | Средняя общеобразовательная школа № 770 | Москва                                                        | [ 9 ]    |
| 2002 | Назарова Людмила Михайловна           | Директор                                                                   | Средняя общеобразовательная школа № 649 | Москва                                                        | [ 9 ]    |
| 2002 | Маленкина Нина Михайловна             | Методист                                                                   | Отдел образования администрации г. Апатиты | Апатиты, Мурманская область                                   | [ 9 ]    |
| 2002 | Липатникова Ирина Геннадьевна         | Доцент                                                                     | Уральский государственный педагогический университет | Екатеринбург                                                  | [ 9 ]    |
| 2002 | Григорян Наталия Васильевна           | Методист                                                                   | Санкт-Петербургский государственный университет педагогического мастерства | Санкт-Петербург                                               | [ 9 ]    |
| 2002 | Дорофеев Георгий Владимирович         | Заведующий отделом, профессор                                              | Институт общего среднего образования Российской академии образования |                                                               | [ 9 ]    |
| 2002 | Кочемасова Елена Евгеньевна           | Воспитатель                                                                | Учебно-воспитательный комплекс «Детский сад — школа № 1679» департамента образования г. Москвы | Москва                                                        | [ 9 ]    |
| 2002 | Туркина Людмила Васильевна            | Директор                                                                   | Муниципальное общеобразовательное учреждение «Лицей № 21» | Иваново                                                       | [ 9 ]    |
| 2002 | Сточик Андрей Михайлович              | Заведующий кафедрой, профессор                                             | Московская медицинская академия имени И. М. Сеченова | Москва                                                        | [ 9 ]    |
| 2002 | Пальцев Михаил Александрович          | Ректор, академик РАН, профессор                                            | Московская медицинская академия имени И. М. Сеченова | Москва                                                        | [ 9 ]    |
| 2002 | Затравкин Сергей Наркизович           | Профессор                                                                  | Московская медицинская академия имени И. М. Сеченова | Москва                                                        | [ 9 ]    |
| 2002 | Кулагин Владимир Петрович             | Заместитель директора, профессор                                           | Государственный научно-исследовательский институт информационных технологий и телекоммуникаций | Москва                                                        | [ 9 ]    |
| 2002 | Ивакин Сергей Николаевич              | Ведущий программист                                                        | Государственный научно-исследовательский институт информационных технологий и телекоммуникаций | Москва                                                        | [ 9 ]    |
| 2002 | Максудова Людмила Георгиевна          | Проректор, доцент                                                          | Московский государственный университет геодезии и картографии | Москва                                                        | [ 9 ]    |
| 2002 | Цветков Виктор Яковлевич              | Профессор                                                                  | Московский государственный университет геодезии и картографии | Москва                                                        | [ 9 ]    |
| 2002 | Симонов Александр Васильевич          | Директор, доцент                                                           | Пущинский специализированный центр новых информационных технологий Пущинского государственного университета | Пущино, Московская область                                    | [ 9 ]    |
| 2002 | Сытник Александр Александрович        | Проректор по информационным технологиям и открытому образованию, профессор | Саратовский государственный социально-экономический университет | Саратов                                                       | [ 9 ]    |
| 2002 | Шредерс Анатолий Михайлович           | Руководитель отдела                                                        | Петрозаводский государственный университет | Петрозаводск                                                  | [ 9 ]    |
| 2002 | Калашников Михаил Тимофеевич          | Профессор                                                                  | Санкт-Петербургский университет Министерства внутренних дел Российской Федерации | Санкт-Петербург                                               | [ 9 ]    |
| 2002 | Шайтанов Александр Владимирович       | Начальник кафедры, профессор                                               | Санкт-Петербургский университет Министерства внутренних дел Российской Федерации | Санкт-Петербург                                               | [ 9 ]    |
| 2002 | Анастасиади Григорий Панеодович       | Проректор, профессор                                                       | Санкт-Петербургский институт машиностроения | Санкт-Петербург                                               | [ 9 ]    |
| 2002 | Васильев Юрий Сергеевич               | Президент, академик РАН, профессор                                         | Санкт-Петербургский государственный политехнический университет | Санкт-Петербург                                               | [ 9 ]    |
| 2002 | Ноздрачёв Александр Васильевич        | Генеральный директор                                                       | Российское агентство по обычным вооружениям |                                                               | [ 9 ]    |
| 2002 | Сильников Михаил Владимирович         | Генеральный директор, профессор                                            | Закрытое акционерное общество «Научно-производственное объединение специальных материалов» |                                                               | [ 9 ]    |
| 2002 | Рыжкин Анатолий Андреевич             | Ректор, профессор                                                          | Донской государственный технический университет | Ростов-на-Дону                                                | [ 9 ]    |
| 2002 | Кужаров Александр Сергеевич           | Проректор, профессор                                                       | Донской государственный технический университет | Ростов-на-Дону                                                | [ 9 ]    |
| 2002 | Броновец Марат Александрович          | Ведущий научный сотрудник                                                  | Институт проблем механики Российской академии наук | Москва                                                        | [ 9 ]    |
| 2002 | Бабель Валентина Григорьевна          | Доцент, научный консультант                                                | Общество с ограниченной ответственностью "Корпорация «Сплав ЛТД» |                                                               | [ 9 ]    |
| 2002 | Гаркунов Дмитрий Николаевич           | Профессор, научный консультант                                             | Общество с ограниченной ответственностью "Корпорация «Сплав ЛТД» |                                                               | [ 9 ]    |
| 2002 | Колесников Владимир Иванович          | Ректор, член-корреспондент РАН, профессор                                  | Ростовский государственный университет путей сообщения | Ростов-на-Дону                                                | [ 9 ]    |
| 2002 | Пичугин Владимир Фёдорович            | Заведующий кафедрой, профессор                                             | Российский государственный университет нефти и газа имени И. М. Губкина | Москва                                                        | [ 9 ]    |
| 2002 | Окрепилов Владимир Валентинович       | Генеральный директор, член-корреспондент РАН, профессор                    | Федеральное государственное учреждение «Центр испытаний и сертификации — Санкт-Петербург» Государственного комитета Российской Федерации по стандартизации и метрологии                                                | Санкт-Петербург                                               | [ 9 ]    |
| 2002 | Бордовский Геннадий Алексеевич        | Ректор, профессор                                                          | Российский государственный педагогический университет имени А. И. Герцена | Санкт-Петербург                                               | [ 9 ]    |
| 2002 | Нестеров Авенир Александрович         | Профессор                                                                  | Российский государственный педагогический университет имени А. И. Герцена | Санкт-Петербург                                               | [ 9 ]    |
| 2002 | Глухов Владимир Викторович            | Вице-президент, профессор                                                  | Санкт-Петербургский государственный политехнический университет | Санкт-Петербург                                               | [ 9 ]    |
| 2002 | Колосов Владимир Григорьевич          | Заведующий кафедрой, профессор                                             | Санкт-Петербургский государственный политехнический университет | Санкт-Петербург                                               | [ 9 ]    |
| 2002 | Трапицын Сергей Юрьевич               | Старший научный сотрудник, заместитель начальника кафедры                  | Военно-космическая академия имени А. Ф. Можайского | Санкт-Петербург                                               | [ 9 ]    |
| 2002 | Абражевич Эдуард Борисович            | Старший преподаватель                                                      | Московский энергетический институт (технический университет) | Москва                                                        | [ 9 ]    |
| 2002 | Андреева Ирина Николаевна             | Доцент                                                                     | Московский энергетический институт (технический университет) | Москва                                                        | [ 9 ]    |
| 2002 | Калмыкова Ольга Леонидовна            | Декан, доцент                                                              | Московский энергетический институт (технический университет) | Москва                                                        | [ 9 ]    |
| 2002 | Дмитриева Лариса Фёдоровна            | Заместитель директора                                                      | Государственное образовательное учреждение «Лицей № 1502» при Московский энергетический институт (технический университет)                                                                                             | Москва                                                        | [ 9 ]    |
| 2002 | Кашкарова Надежда Викторовн           | Заместитель директора                                                      | Государственное образовательное учреждение «Лицей № 1502» при Московский энергетический институт (технический университет)                                                                                             | Москва                                                        | [ 9 ]    |
| 2002 | Лаврушко Ольга Владимировна           | Заместитель директора                                                      | Государственное образовательное учреждение «Лицей № 1502» при Московский энергетический институт (технический университет)                                                                                             | Москва                                                        | [ 9 ]    |
| 2002 | Самохвалова Елена Викторовна          | Заместитель директора                                                      | Государственное образовательное учреждение «Лицей № 1502» при Московский энергетический институт (технический университет)                                                                                             | Москва                                                        | [ 9 ]    |
| 2002 | Панферова Любовь Ивановна             | Учитель                                                                    | Государственное образовательное учреждение «Лицей № 1502» при Московский энергетический институт (технический университет)                                                                                             | Москва                                                        | [ 9 ]    |
| 2002 | Шевченко Стелла Иосифовна             | Учитель                                                                    | Государственное образовательное учреждение «Лицей № 1502» при Московский энергетический институт (технический университет)                                                                                             | Москва                                                        | [ 9 ]    |
| 2002 | Чудов Владимир Львович                | Директор, доцент                                                           | Государственное образовательное учреждение «Лицей № 1502» при Московский энергетический институт (технический университет)                                                                                             | Москва                                                        | [ 9 ]    |
| 2002 | Монахов Сергей Владимирович           | Ответственный секретарь                                                    | Автономная некоммерческая организация «Федерация Интернет образования» |                                                               | [ 9 ]    |
| 2002 | Авдеева Светлана Михайловна           | Директор                                                                   | Автономная некоммерческая организация «Федерация Интернет образования» |                                                               | [ 9 ]    |
| 2002 | Ермолин Анатолий Александрович        | Директор                                                                   | Автономная некоммерческая организация «Федерация Интернет образования» |                                                               | [ 9 ]    |
| 2002 | Мушер Семён Львович                   | Директор, профессор                                                        | Автономная некоммерческая организация «Федерация Интернет образования» |                                                               | [ 9 ]    |
| 2002 | Грымов Юрий Вячеславович              | Директор                                                                   | Автономная некоммерческая организация «Федерация Интернет образования» |                                                               | [ 9 ]    |
| 2002 | Тарев Вячеслав Юрьевич                | Заместитель директора                                                      | Автономная некоммерческая организация «Федерация Интернет образования» |                                                               | [ 9 ]    |
| 2002 | Никитин Эдуард Михайлович             | Ректор, профессор                                                          | Академия повышения квалификации и переподготовки работников образования |                                                               | [ 9 ]    |
| 2002 | Глок Леонид Эдуардович                | Начальник                                                                  | Управление образования администрации Томской области | Томск                                                         | [ 9 ]    |
| 2002 | Васильев Владимир Николаевич          | Ректор, профессор                                                          | Санкт-Петербургский государственный институт точной механики и оптики (технический университет) | Санкт-Петербург                                               | [ 9 ]    |
| 2002 | Савиных Виктор Петрович               | Ректор, профессор                                                          | Московский государственный университет геодезии и картографии | Москва                                                        | [ 9 ]    |
| 2002 | Неменский Борис Михайлович            | Директор                                                                   | Государственное образовательное учреждение дополнительного профессионального образования (повышения квалификации специалистов) — Центр непрерывного художественного образования                                        | Москва                                                        | [ 9 ]    |
| 2002 | Горяев Василий Григорьевич            | Заведующий лабораторией                                                    | Государственное образовательное учреждение дополнительного профессионального образования (повышения квалификации специалистов) — Центр непрерывного художественного образования                                        | Москва                                                        | [ 9 ]    |
| 2002 | Горяева Нина Алексеевна               | Заведующий лабораторией                                                    | Государственное образовательное учреждение дополнительного профессионального образования (повышения квалификации специалистов) — Центр непрерывного художественного образования                                        | Москва                                                        | [ 9 ]    |
| 2002 | Лепская Надежда Анатольевна           | Заведующий лабораторией                                                    | Государственное образовательное учреждение дополнительного профессионального образования (повышения квалификации специалистов) — Центр непрерывного художественного образования                                        | Москва                                                        | [ 9 ]    |
| 2002 | Ломоносова Марина Тарасовна           | Заведующий лабораторией                                                    | Государственное образовательное учреждение дополнительного профессионального образования (повышения квалификации специалистов) — Центр непрерывного художественного образования                                        | Москва                                                        | [ 9 ]    |
| 2002 | Неменская Лариса Александровна        | Заведующий лабораторией                                                    | Государственное образовательное учреждение дополнительного профессионального образования (повышения квалификации специалистов) — Центр непрерывного художественного образования                                        | Москва                                                        | [ 9 ]    |
| 2002 | Питерских Алексей Сергеевич           | Заведующий лабораторией                                                    | Государственное образовательное учреждение дополнительного профессионального образования (повышения квалификации специалистов) — Центр непрерывного художественного образования                                        | Москва                                                        | [ 9 ]    |
| 2002 | Гуров Григорий Евгеньевич             | Старший научный сотрудник                                                  | Государственное образовательное учреждение дополнительного профессионального образования (повышения квалификации специалистов) — Центр непрерывного художественного образования                                        | Москва                                                        | [ 9 ]    |
| 2002 | Коротеева Елена Ивановна              | Старший научный сотрудник                                                  | Государственное образовательное учреждение дополнительного профессионального образования (повышения квалификации специалистов) — Центр непрерывного художественного образования                                        | Москва                                                        | [ 9 ]    |
| 2002 | Островская Ольга Васильевна           | Старший научный сотрудник                                                  | Государственное образовательное учреждение дополнительного профессионального образования (повышения квалификации специалистов) — Центр непрерывного художественного образования                                        | Москва                                                        | [ 9 ]    |
| 2002 | Смирнов Александр Филиппович          | Директор                                                                   | Профессиональное училище № 6 | Калуга                                                        | [ 9 ]    |
| 2002 | Скопцов Игорь Михайлович              | Заведующий учебным хозяйством                                              | Профессиональное училище № 7 | Калуга                                                        | [ 9 ]    |
| 2002 | Верещагин Владимир Васильевич         | Директор                                                                   | Профессиональное училище № 2 при Управлении исполнения наказаний Министерства юстиции Российской Федерации по Калужской области                                                                                        | Калуга                                                        | [ 9 ]    |
| 2002 | Заболотин Геннадий Анатольевич        | Директор                                                                   | Профессиональный лицей № 5 | Таруса, Калужская область                                     | [ 9 ]    |
| 2002 | Пешеходько Михаил Михайлович          | Директор                                                                   | Профессиональное училище № 35 | Спас-Деменск, Калужская область                               | [ 9 ]    |
| 2002 | Демидова Елена Валентиновна           | Директор                                                                   | Прогимназия № 63 | Краснодар                                                     | [ 9 ]    |
| 2003 | Богданов Сергей Игоревич              | Декан, профессор                                                           | Санкт-Петербургский государственный университет | Санкт-Петербург                                               | [ 10 ]   |
| 2003 | Юрков Евгений Ефимович                | Заведующий кафедрой                                                        | Санкт-Петербургский государственный университет | Санкт-Петербург                                               | [ 10 ]   |
| 2003 | Никитин Александр Васильевич          | Доцент                                                                     | Санкт-Петербургский государственный университет аэрокосмического приборостроения | Санкт-Петербург                                               | [ 10 ]   |
| 2003 | Оводенко Анатолий Аркадьевич          | Заведующий кафедрой, профессор                                             | Санкт-Петербургский государственный университет аэрокосмического приборостроения | Санкт-Петербург                                               | [ 10 ]   |
| 2003 | Решетникова Нина Николаевна           | Доцент                                                                     | Санкт-Петербургский государственный университет аэрокосмического приборостроения | Санкт-Петербург                                               | [ 10 ]   |
| 2003 | Игнатьев Михаил Борисович             | Профессор                                                                  | Санкт-Петербургский государственный университет аэрокосмического приборостроения | Санкт-Петербург                                               | [ 10 ]   |
| 2003 | Козлов Владимир Николаевич            | Профессор                                                                  | Санкт-Петербургский государственный политехнический университет | Санкт-Петербург                                               | [ 10 ]   |
| 2003 | Морозов Борис Иванович                | Профессор                                                                  | Санкт-Петербургский государственный политехнический университет | Санкт-Петербург                                               | [ 10 ]   |
| 2003 | Романов Виктор Егорович               | Ректор, профессор                                                          | Санкт-Петербургский государственный университет технологии и дизайна | Санкт-Петербург                                               | [ 10 ]   |
| 2003 | Тозик Вячеслав Трофимович             | Заведующий кафедрой                                                        | Санкт-Петербургский государственный университет информационных технологий, механики и оптики | Санкт-Петербург                                               | [ 10 ]   |
| 2003 | Васильев Владимир Николаевич          | Ректор, профессор                                                          | Санкт-Петербургский государственный университет информационных технологий, механики и оптики | Санкт-Петербург                                               | [ 10 ]   |
| 2003 | Парфёнов Владимир Глебович            | Профессор                                                                  | Санкт-Петербургский государственный университет информационных технологий, механики и оптики | Санкт-Петербург                                               | [ 10 ]   |
| 2003 | Елизаров Роман Анатольевич            | Ассистент кафедры                                                          | Санкт-Петербургский государственный университет информационных технологий, механики и оптики | Санкт-Петербург                                               | [ 10 ]   |
| 2003 | Станкевич Андрей Сергеевич            | Ассистент кафедры                                                          | Санкт-Петербургский государственный университет информационных технологий, механики и оптики | Санкт-Петербург                                               | [ 10 ]   |
| 2003 | Асанов Магаз Оразкимович              | Декан                                                                      | Уральский государственный университет имени А. М. Горького | Екатеринбург                                                  | [ 10 ]   |
| 2003 | Вояковская Наталья Николаевна         | Старший преподаватель                                                      | Санкт-Петербургский государственный университет | Санкт-Петербург                                               | [ 10 ]   |
| 2003 | Евстигнеев Владимир Васильевич        | Ректор, профессор                                                          | Алтайский государственный технический университет имени И. И. Ползунова | Барнаул, Алтайский край                                       | [ 10 ]   |
| 2003 | Кирюхин Владимир Михайлович           | Доцент                                                                     | Московский инженерно-физический институт (технический университет) | Москва                                                        | [ 10 ]   |
| 2003 | Михалёв Александр Васильевич          | Проректор, профессор                                                       | Московский государственный университет имени М. В. Ломоносова | Москва                                                        | [ 10 ]   |
| 2003 | Фёдорова Антонина Гавриловна          | Заместитель декана                                                         | Саратовский государственный университет имени Н. Г. Чернышевского | Саратов                                                       | [ 10 ]   |
| 2003 | Дармодехин Сергей Владимирович        | Директор, профессор                                                        | Государственный научно-исследовательский институт семьи и воспитания | Москва                                                        | [ 10 ]   |
| 2003 | Филонов Георгий Николаевич            | Главный научный сотрудник, профессор                                       | Государственный научно-исследовательский институт семьи и воспитания | Москва                                                        | [ 10 ]   |
| 2003 | Никитин Анатолий Фёдорович            | Ведущий научный сотрудник                                                  | Государственный научно-исследовательский институт семьи и воспитания | Москва                                                        | [ 10 ]   |
| 2003 | Ильин Владимир Александрович          | Заведующий кафедрой, профессор                                             | Московский государственный университет имени М. В. Ломоносова | Московский государственный университет имени М. В. Ломоносова | [ 10 ]   |
| 2003 | Ким Галина Динховна                   | Доцент                                                                     | Московский государственный университет имени М. В. Ломоносова | Москва                                                        | [ 10 ]   |
| 2003 | Куркина Анна Владимировна             | Доцент                                                                     | Институт стран Азии и Африки при Московском государственном университете имени М. В. Ломоносова | Москва                                                        | [ 10 ]   |
| 2003 | Бузник Вячеслав Михайлович            | Главный научный сотрудник, академик РАН                                    | Институт катализа имени Г. К. Борескова Сибирского отделения Российской академии наук | Новосибирский Академгородок                                   | [ 10 ]   |
| 2003 | Колесников Владимир Александрович     | Проректор, профессор                                                       | Российский химико-технологический университет имени Д. И. Менделеева | Москва                                                        | [ 10 ]   |
| 2003 | Мешалкин Валерий Павлович             | Заведующий кафедрой, профессор                                             | Российский химико-технологический университет имени Д. И. Менделеева | Москва                                                        | [ 10 ]   |
| 2003 | Бутусов Олег Борисович                | Заведующий кафедрой, профессор                                             | Московский государственный университет инженерной экологии | Москва                                                        | [ 10 ]   |
| 2003 | Карабасов Юрий Сергеевич              | Ректор, профессор                                                          | Московский государственный институт стали и сплавов (технологический университет) | Москва                                                        | [ 10 ]   |
| 2003 | Юсфин Юлиан Семёнович                 | Заведующий кафедрой, профессор                                             | Московский государственный институт стали и сплавов (технологический университет) | Москва                                                        | [ 10 ]   |
| 2003 | Койфман Оскар Иосифович               | Ректор, профессор                                                          | Ивановский государственный химико-технологический университет | Иваново                                                       | [ 10 ]   |
| 2003 | Кузнецов Николай Тимофеевич           | Директор, академик РАН, профессор                                          | Институт общей и неорганической химии имени Н. С. Курнакова | Москва                                                        | [ 10 ]   |
| 2003 | Коротеев Анатолий Сазонович           | Директор, академик РАН, профессор                                          | Федеральное государственное унитарное предприятие «Исследовательский центр имени М. В. Келдыша» | Москва                                                        | [ 10 ]   |
| 2003 | Бранец Владимир Николаевич            | Заместитель генерального конструктора, профессор                           | Акционерное общество «Ракетно-космическая корпорация „Энергия“ имени С. П. Королева» | Королёв, Московская область                                   | [ 10 ]   |
| 2003 | Кудрявцев Николай Николаевич          | Ректор, член-корреспондент РАН, профессор                                  | Московский физико-технический институт (государственный университет) | Москва                                                        | [ 10 ]   |
| 2003 | Кондранин Тимофей Владимирович        | Первый проректор, профессор                                                | Московский физико-технический институт (государственный университет) | Москва                                                        | [ 10 ]   |
| 2003 | Козел Станислав Миронович             | Профессор                                                                  | Московский физико-технический институт (государственный университет) | Москва                                                        | [ 10 ]   |
| 2003 | Волков Вячеслав Александрович         | Учёный секретарь                                                           | Московский физико-технический институт (государственный университет) | Москва                                                        | [ 10 ]   |
| 2003 | Ткаченко Борис Константинович         | Декан                                                                      | Московский физико-технический институт (государственный университет) | Москва                                                        | [ 10 ]   |
| 2003 | Зелёный Лев Матвеевич                 | Директор, профессор                                                        | Институт космических исследований РАН | Москва                                                        | [ 10 ]   |
| 2003 | Галеев Альберт Абубакирович           | Почётный директор                                                          | Институт космических исследований РАН | Москва                                                        | [ 10 ]   |
| 2003 | Севастьянов Николай Николаевич        | Генеральный директор                                                       | Акционерное общество «Газком» |                                                               | [ 10 ]   |
| 2003 | Келдыш Леонид Вениаминович            | Академик РАН, советник РАН                                                 | Российская академия наук | Москва                                                        | [ 10 ]   |
| 2003 | Завестовская Ирина Николаевна         | Старший научный сотрудник                                                  | Физический институт имени П. Н. Лебедева | Москва                                                        | [ 10 ]   |
| 2003 | Копаев Юрий Васильевич                | Директор отделения, член-корреспондент РАН, профессор                      | Физический институт имени П. Н. Лебедева | Москва                                                        | [ 10 ]   |
| 2003 | Очкин Владимир Николаевич             | Заведующий отделом, профессор                                              | Физический институт имени П. Н. Лебедева | Москва                                                        | [ 10 ]   |
| 2003 | Пресняков Леонид Петрович             | Главный научный сотрудник, профессор                                       | Физический институт имени П. Н. Лебедева | Москва                                                        | [ 10 ]   |
| 2003 | Елесин Владимир Фёдорович             | Заведующий кафедрой, профессор                                             | Московский инженерно-физический институт (технический университет) | Москва                                                        | [ 10 ]   |
| 2003 | Макаров Владимир Анатольевич          | Заведующий кафедрой, профессор                                             | Московский государственный университет имени М. В. Ломоносова | Москва                                                        | [ 10 ]   |
| 2003 | Михайлин Виталий Васильевич           | Профессор                                                                  | Московский государственный университет имени М. В. Ломоносова | Москва                                                        | [ 10 ]   |
| 2003 | Маринина Татьяна Владимировна         | Заместитель генерального директора                                         | Центр содействия интеграции высшего образования и фундаментальной науки | Москва                                                        | [ 10 ]   |
| 2003 | Шорин Владимир Павлович               | Академик РАН, председатель Президиума                                      | Самарский научный центр Российской академии наук | Самара                                                        | [ 10 ]   |
| 2003 | Строев Егор Семёнович                 | Губернатор, профессор                                                      | Администрация Орловской области | Орёл                                                          | [ 10 ]   |
| 2003 | Голенков Вячеслав Александрович       | Ректор, профессор                                                          | Орловский государственный технический университет | Орёл                                                          | [ 10 ]   |
| 2003 | Садков Виктор Георгиевич              | Директор, профессор                                                        | Института бизнеса и права, Орловский государственный технический университет | Орёл                                                          | [ 10 ]   |
| 2003 | Степанов Юрий Сергеевич               | Проректор, профессор                                                       | Орловский государственный технический университет | Орёл                                                          | [ 10 ]   |
| 2003 | Чаплыгин Юрий Александрович           | Ректор, член-корреспондент РАН, профессор                                  | Московский государственный институт электронной техники (технический университет) | Москва                                                        | [ 10 ]   |
| 2003 | Бархоткин Вячеслав Александрович      | Проректор, профессор                                                       | Московский государственный институт электронной техники (технический университет) | Москва                                                        | [ 10 ]   |
| 2003 | Беспалов Владимир Александрович       | Проректор                                                                  | Московский государственный институт электронной техники (технический университет) | Москва                                                        | [ 10 ]   |
| 2003 | Чеботаревский Юрий Викторович         | Ректор, профессор                                                          | Саратовский государственный технический университет | Саратов                                                       | [ 10 ]   |
| 2003 | Атоян Вазген Рубенович                | Первый проректор, профессор                                                | Саратовский государственный технический университет | Саратов                                                       | [ 10 ]   |
| 2003 | Королёв Альберт Викторович            | Заведующий кафедрой, профессор                                             | Саратовский государственный технический университет | Саратов                                                       | [ 10 ]   |
| 2003 | Караулов Юрий Николаевич              | Директор научного центра, член-корреспондент РАН, профессор                | Московский государственный лингвистический университет |                                                               | [ 10 ]   |
| 2003 | Тарасов Евгений Фёдорович             | Заведующий сектором, профессор                                             | Институт языкознания | Москва                                                        | [ 10 ]   |
| 2003 | Сорокин Юрий Александрович            | Ведущий научный сотрудник, профессор                                       | Институт языкознания | Москва                                                        | [ 10 ]   |
| 2003 | Уфимцева Наталья Владимировна         | Ведущий научный сотрудник, профессор                                       | Институт языкознания | Москва                                                        | [ 10 ]   |
| 2003 | Черкасова Галина Александровна        | Научный сотрудник                                                          | Институт языкознания | Москва                                                        | [ 10 ]   |
| 2003 | Почаевец Виктор Степанович            | Преподаватель                                                              | Брянский колледж железнодорожного транспорта |                                                               | [ 10 ]   |
| 2003 | Прусенко Борис Ефимович               | Заведующий кафедрой, профессор                                             | Российский государственный университет нефти и газа имени И. М. Губкина | Москва                                                        | [ 10 ]   |
| 2003 | Прыгаев Александр Константинович      | Декан                                                                      | Российский государственный университет нефти и газа имени И. М. Губкина | Москва                                                        | [ 10 ]   |
| 2003 | Глебова Елена Витальевна              | Заместитель заведующего кафедрой                                           | Российский государственный университет нефти и газа имени И. М. Губкина | Москва                                                        | [ 10 ]   |
| 2003 | Черноплеков Алексей Николаевич        | Генеральный директор                                                       | Общество с ограниченной ответственностью «Технологии: анализ и управление» |                                                               | [ 10 ]   |
| 2003 | Белов Сергей Викторович               | Заведующий кафедрой, профессор                                             | Московский государственный технический университет имени Н. Э. Баумана | Москва                                                        | [ 10 ]   |
| 2003 | Девисилов Владимир Аркадьевич         | Доцент                                                                     | Московский государственный технический университет имени Н. Э. Баумана | Москва                                                        | [ 10 ]   |
| 2003 | Кукин Павел Павлович                  | Профессор МАТИ                                                             | Российский государственный технологический университет имени К. Э. Циолковского | Москва                                                        | [ 10 ]   |
| 2003 | Лапин Валерий Львович                 | Профессор                                                                  | Российский государственный технологический университет имени К. Э. Циолковского | Москва                                                        | [ 10 ]   |
| 2003 | Русак Олег Николаевич                 | Заведующий кафедрой, профессор                                             | Санкт-Петербургская государственная лесотехническая академия | Санкт-Петербург                                               | [ 10 ]   |
| 2003 | Михайлов Леонид Александрович         | Декан, профессор                                                           | Российский государственный педагогический университет имени А. И. Герцена | Санкт-Петербург                                               | [ 10 ]   |
| 2003 | Рачевский Ефим Лазаревич              | Директор                                                                   | Центр образования № 548 «Царицыно» | Москва                                                        | [ 10 ]   |
| 2003 | Чинарева Ольга Александровна          | Учитель                                                                    | Центр образования № 548 «Царицыно» | Москва                                                        | [ 10 ]   |
| 2003 | Закерова Рушания Наильевна            | Учитель                                                                    | Центр образования № 548 «Царицыно» | Москва                                                        | [ 10 ]   |
| 2003 | Чернышова Светлана Анатольевна        | Учитель                                                                    | Центр образования № 548 «Царицыно» | Москва                                                        | [ 10 ]   |
| 2003 | Иванов Андрей Владимирович            | Заместитель директора                                                      | Центр образования № 548 «Царицыно» | Москва                                                        | [ 10 ]   |
| 2003 | Соколов Геннадий Владимирович         | Заместитель директора                                                      | Центр образования № 548 «Царицыно» | Москва                                                        | [ 10 ]   |
| 2003 | Лаврентьева Ольга Алексеевна          | Заместитель директора                                                      | Центр образования № 548 «Царицыно» | Москва                                                        | [ 10 ]   |
| 2003 | Шимутина Елена Николаевна             | Заместитель директора                                                      | Центр образования № 548 «Царицыно» | Москва                                                        | [ 10 ]   |
| 2003 | Звягинцева Ольга Ивановна             | Заместитель директора                                                      | Центр образования № 548 «Царицыно» | Москва                                                        | [ 10 ]   |
| 2003 | Тюленев Виктор Михайлович             | Директор                                                                   | Профессиональный лицей № 19 | Новокузнецк, Кемеровская область                              | [ 10 ]   |
| 2003 | Корнеев Евгений Павлович              | Заместитель директора                                                      | Профессиональный лицей № 20 | Новокузнецк, Кемеровская область                              | [ 10 ]   |
| 2003 | Сальцина Светлана Сергеевна           | Мастер производственного обучения                                          | Профессиональный лицей № 21 | Новокузнецк, Кемеровская область                              | [ 10 ]   |
| 2003 | Попова Инна Семёновна                 | Преподаватель                                                              | Профессиональный лицей № 22 | Новокузнецк, Кемеровская область                              | [ 10 ]   |
| 2003 | Петров Евгений Владимирович           | Начальник управления                                                       | Акционерное общество «Западно-Сибирский металлургический комбинат» | Новокузнецк, Кемеровская область                              | [ 10 ]   |
| 2003 | Перекопский Виктор Петрович           | Директор учебно-производственного центра                                   | Акционерное общество «Западно-Сибирский металлургический комбинат» | Новокузнецк, Кемеровская область                              | [ 10 ]   |
| 2003 | Жигалова Ирина Александровна          | Начальник                                                                  | Департамент науки и профессионального образования Кемеровской области | Кемерово                                                      | [ 10 ]   |
| 2003 | Лиханов Альберт Анатольевич           | Председатель                                                               | Российский детский фонд | Москва                                                        | [ 10 ]   |
| 2003 | Матвеева Клара Иннокентьевна          | Воспитатель                                                                | Детский дом семейного типа | с. Намцы, Республика Саха (Якутия)                            | [ 10 ]   |
| 2003 | Зеленчуков Виктор Борисович           | Воспитатель                                                                | Детский дом семейного типа | с. Алексеевка, Белгородская область                           | [ 10 ]   |
| 2003 | Онохина Ирина Даниловна               | Воспитатель                                                                | Детский дом семейного типа | Киров                                                         | [ 10 ]   |
| 2003 | Семёнов Валерий Вениаминович          | Воспитатель                                                                | Детский дом семейного типа | Уфа,Республика Башкирия                                       | [ 10 ]   |
| 2003 | Сорокина Татьяна Васильевна           | Приёмный родитель                                                          | Приёмная семья | пос. Рассвет, Ростовская область                              | [ 10 ]   |
| 2003 | Мусатенко Алим Павлович               | Приёмный родитель                                                          | Приёмная семья | Омск                                                          | [ 10 ]   |
| 2003 | Школьникова Лариса Георгиевна         | Приёмный родитель                                                          | Приёмная семья | Волгоград                                                     | [ 10 ]   |
| 2003 | Бородаевская Зоя Владимировна         | Приёмный родитель                                                          | Приёмная семья | Новосибирск                                                   | [ 10 ]   |
| 2003 | Колесников Константин Сергеевич       | Академик РАН, профессор, советник                                          | Московский государственный технический университет имени Н. Э. Баумана | Москва                                                        | [ 10 ]   |
| 2003 | Карпов Александр Олегович             | Начальник управления                                                       | Московский государственный технический университет имени Н. Э. Баумана | Москва                                                        | [ 10 ]   |
| 2003 | Наумов Валерий Николаевич             | Профессор                                                                  | Московский государственный технический университет имени Н. Э. Баумана | Москва                                                        | [ 10 ]   |
| 2003 | Соколова Татьяна Юрьевна              | Заместитель начальника управления                                          | Московский государственный технический университет имени Н. Э. Баумана | Москва                                                        | [ 10 ]   |
| 2003 | Николаев Сергей Дмитриевич            | Ректор, профессор                                                          | Московский государственный текстильный университет имени А. Н. Косыгина | Москва                                                        | [ 10 ]   |
| 2003 | Рябов Юрий Николаевич                 | Директор                                                                   | Муниципальное общеобразовательное учреждение «Лицей № 1» | Усолье, Иркутская область                                     | [ 10 ]   |
| 2003 | Дикинов Хусейн Мусабиевич             | Генеральный директор                                                       | Республиканский центр научно-технического творчества учащихся | Нальчик, Кабардино-Балкарcкая республика                      | [ 10 ]   |
| 2003 | Кузьмин Евгений Николаевич            | Координатор управления по делам молодёжи                                   | Администрация г. Челябинска | Челябинск                                                     | [ 10 ]   |
| 2003 | Богатырёв Лев Георгиевич              | Доцент                                                                     | Московский государственный университет имени М. В. Ломоносова | Москва                                                        | [ 10 ]   |
| 2003 | Судницын Иван Иванович                | Профессор, ведущий научный сотрудник                                       | Московский государственный университет имени М. В. Ломоносова | Москва                                                        | [ 10 ]   |

За время существования премии было награждено 697 человек.